# VfL Bochum
Der Verein für Leibesübungen Bochum 1848 Fußballgemeinschaft e. V., kurz VfL Bochum, entstand 1938 durch die Fusion dreier Bochumer Sportvereine, des Turnvereins Bochum 48, Germania 06 und des TuS Bochum, wobei die Ursprünge des Turnvereins bis in das Jahr 1848 zurückreichen. Am 29. Juli 1949 wurde eine separate Fußballgemeinschaft innerhalb des VfL Bochum 1848 gegründet, der Verein für Leibesübungen Bochum 1848 Fußballgemeinschaft e. V. Der Verein hat 32.000 Mitglieder (Stand: 1. Juli 2025), womit er zu den mitgliederstärkeren Vereinen in Deutschland zählt. Die erste Herrenmannschaft ist zur Saison 2025/26 in die 2. Bundesliga abgestiegen.
Neben Fußball werden beim VfL Bochum die Sportarten Badminton, Basketball, E-Sport, Fechten (bis zur Insolvenz 2020), Handball, Hockey, Leichtathletik, Schwimmen, Tanzsport, Tennis, Tischtennis, Turnen und Volleyball betrieben. Die Abteilungen sind in eigenständigen Vereinen organisiert. Zwischen ihnen und dem VfL Bochum 1848 e. V. besteht eine Vereinsgemeinschaft.

## Vereinsgeschichte

Zeitungsartikel zur Gründung des „VfL Bochum von 1848“

### Stammbaum
Der VfL Bochum 1848 e. V. entstand am 14. April 1938. Damals wurden im Zuge der Gleichschaltung auf Anordnung des nationalsozialistischen Fachamtes Fußball in etlichen Städten des Großdeutschen Reichs die konkurrierenden Vereine in einem zentralen Großverein konzentriert. So wurden auch in Bochum der Turnverein 1848, der TuS Bochum 08 und Germania Bochum zum VfL Bochum 1848 zusammengeschlossen. Die Jahreszahl 1848 hat der VfL vom TV 1848 übernommen.

#### SV Germania 1906 Bochum
Der Verein wurde 1906 als FC 1906 Bochum gegründet und später in Sportverein Germania 1906 Bochum umbenannt. Der Verein zählte zu den ältesten Fußballvereinen Bochums. Von der Ligagründung 1933 an bis zur Fusion gehörte der SV Germania der Gauliga Westfalen an, wo er 1936 hinter dem FC Schalke 04 Vizemeister wurde. Das Fusionsprodukt VfL Bochum 1848 übernahm das Ligamandat des SV Germania.

#### TuS Bochum 1908
Der Verein wurde 1908 als Spiel- und Sportverein 1908 Bochum gegründet. Am 1. April 1919 fusionierten der SuS Bochum 1908 und der Turnverein zu Bochum von 1848 zum Turn und Sportverein Bochum 1848. Der Fusionsverein spaltete sich jedoch am 1. Februar 1924 im Zuge des Konflikts zwischen Turn- und Spielverbänden per Reinliche Scheidung in den Turnverein zu Bochum von 1848 und den Turn und Sportverein Bochum 1908. Letzterer stieg zur Saison 1935/36 in die Gauliga Westfalen auf und 1937 als Tabellenletzter wieder ab.

#### Turnverein zu Bochum von 1848
Abweichend von der Jahreszahl im Namen wurde der Bochumer Turnverein erst am 18. Februar 1849 gegründet, infolge eines Aufrufs am Tag zuvor. Im Dezember 1852 wurde der Verein verboten und 1860 unter demselben Namen erneut gegründet. Erst im Mai 1904 wurde die Zahl 1848 in den Vereinsnamen übernommen. Sie bezieht sich auf einen am 26. Juli 1848 im „Märkischen Sprecher – Kreisblatt für den Kreis Bochum“ veröffentlichten Zeitungsartikel, der die Einführung des Schulsports fordert und zur Vereinsgründung im folgenden Jahr führte.
Am 1. April 1919 fusionierten der SuS Bochum 1908 und der Turnverein zu Bochum von 1848 zum Turn- und Sportverein Bochum 1848. Der Fusionsverein spaltete sich jedoch am 1. Februar 1924 im Zuge des Konflikts zwischen Turn- und Spielverbänden per reinlicher Scheidung in den Turnverein zu Bochum von 1848 und den Turn- und Sportverein Bochum 1908. 1925 qualifizierte sich der TV Bochum 1848 für die erstmals ausgespielte deutsche Fußballmeisterschaft der Deutschen Turnerschaft. Die Mannschaft schied in der Vorrunde mit einem 1:3 gegen den Harburger TB 1865 aus.

## Fußball
| Saison  | Liga                   | Level | Platz |
| ------- | ---------------------- | ----- | ----- |
| 1938/39 | Gauliga Westfalen      | I     | 02.   |
| 1939/40 | Gauliga Westfalen      | I     | 03.   |
| 1940/41 | Gauliga Westfalen      | I     | 08.   |
| 1941/42 | Gauliga Westfalen      | I     | 03.   |
| 1942/43 | Gauliga Westfalen      | I     | 04.   |
| 1943/44 | Gauliga Westfalen      | I     | 06.   |
| 1944/45 | Gauliga Westfalen      | I     | 04.   |
| 1945/46 | Landesliga Westfalen   | I     | 07.   |
| 1946/47 | Landesliga Westfalen   | I     | 07.   |
| 1947/48 | Landesliga Westfalen   | II    | 06.   |
| 1948/49 | Landesliga Westfalen   | II    | 03.   |
| 1949/50 | 2. Oberliga West       | II    | 12.   |
| 1950/51 | 2. Oberliga West       | II    | 07.   |
| 1951/52 | 2. Oberliga West       | II    | 05.   |
| 1952/53 | 2. Oberliga West       | II    | 01.   |
| 1953/54 | Oberliga West          | I     | 08.   |
| 1954/55 | Oberliga West          | I     | 16.   |
| 1955/56 | 2. Oberliga West       | II    | 01.   |
| 1956/57 | Oberliga West          | I     | 10.   |
| 1957/58 | Oberliga West          | I     | 14.   |
| 1958/59 | Oberliga West          | I     | 04.   |
| 1959/60 | Oberliga West          | I     | 11.   |
| 1960/61 | Oberliga West          | I     | 16.   |
| 1961/62 | 2. Oberliga West       | II    | 03.   |
| 1962/63 | 2. Oberliga West       | II    | 14.   |
| 1963/64 | Verbandsliga Westfalen | III   | 02.   |
| 1964/65 | Verbandsliga Westfalen | III   | 01.   |
| 1965/66 | Regionalliga West      | II    | 12.   |
| 1966/67 | Regionalliga West      | II    | 04.   |
| 1967/68 | Regionalliga West      | II    | 05.   |
| 1968/69 | Regionalliga West      | II    | 02.   |
| 1969/70 | Regionalliga West      | II    | 01.   |
| 1970/71 | Regionalliga West      | II    | 01.   |
| 1971/72 | Bundesliga             | I     | 09.   |
| 1972/73 | Bundesliga             | I     | 12.   |
| 1973/74 | Bundesliga             | I     | 14.   |
| 1974/75 | Bundesliga             | I     | 11.   |
| 1975/76 | Bundesliga             | I     | 14.   |
| 1976/77 | Bundesliga             | I     | 15.   |
| 1977/78 | Bundesliga             | I     | 14.   |
| 1978/79 | Bundesliga             | I     | 08.   |
| 1979/80 | Bundesliga             | I     | 10.   |
| 1980/81 | Bundesliga             | I     | 09.   |
| 1981/82 | Bundesliga             | I     | 10.   |
| 1982/83 | Bundesliga             | I     | 13.   |
| 1983/84 | Bundesliga             | I     | 15.   |
| 1984/85 | Bundesliga             | I     | 09.   |
| 1985/86 | Bundesliga             | I     | 09.   |
| 1986/87 | Bundesliga             | I     | 11.   |
| 1987/88 | Bundesliga             | I     | 12.   |
| 1988/89 | Bundesliga             | I     | 15.   |
| 1989/90 | Bundesliga             | I     | 16.   |
| 1990/91 | Bundesliga             | I     | 14.   |
| 1991/92 | Bundesliga             | I     | 15.   |
| 1992/93 | Bundesliga             | I     | 16.   |
| 1993/94 | 2. Bundesliga          | II    | 01.   |
| 1994/95 | Bundesliga             | I     | 16.   |
| 1995/96 | 2. Bundesliga          | II    | 01.   |
| 1996/97 | Bundesliga             | I     | 05.   |
| 1997/98 | Bundesliga             | I     | 12.   |
| 1998/99 | Bundesliga             | I     | 17.   |
| 1999/00 | 2. Bundesliga          | II    | 02.   |
| 2000/01 | Bundesliga             | I     | 18.   |
| 2001/02 | 2. Bundesliga          | II    | 03.   |
| 2002/03 | Bundesliga             | I     | 09.   |
| 2003/04 | Bundesliga             | I     | 05.   |
| 2004/05 | Bundesliga             | I     | 16.   |
| 2005/06 | 2. Bundesliga          | II    | 01.   |
| 2006/07 | Bundesliga             | I     | 08.   |
| 2007/08 | Bundesliga             | I     | 12.   |
| 2008/09 | Bundesliga             | I     | 14.   |
| 2009/10 | Bundesliga             | I     | 17.   |
| 2010/11 | 2. Bundesliga          | II    | 03.   |
| 2011/12 | 2. Bundesliga          | II    | 11.   |
| 2012/13 | 2. Bundesliga          | II    | 14.   |
| 2013/14 | 2. Bundesliga          | II    | 15.   |
| 2014/15 | 2. Bundesliga          | II    | 11.   |
| 2015/16 | 2. Bundesliga          | II    | 05.   |
| 2016/17 | 2. Bundesliga          | II    | 09.   |
| 2017/18 | 2. Bundesliga          | II    | 06.   |
| 2018/19 | 2. Bundesliga          | II    | 11.   |
| 2019/20 | 2. Bundesliga          | II    | 08.   |
| 2020/21 | 2. Bundesliga          | II    | 01.   |
| 2021/22 | Bundesliga             | I     | 13.   |
| 2022/23 | Bundesliga             | I     | 14.   |
| 2023/24 | Bundesliga             | I     | 16.   |
| 2024/25 | Bundesliga             | I     | 18.   |
| 2025/26 | 2. Bundesliga          | II    |       |

### Sportliche Entwicklung

#### 1938–1945: Gauliga
Sportlich war der geschaffene Großverein zunächst ein Gewinn. Der VfL blieb bis zur kriegsbedingten Einstellung des Spielbetriebs Gauligist, wurde in der Saison 1938/39 erneut Vizemeister Westfalens und belegte 1939/40 und 1941/42 den dritten Platz. Ab 1943 bildete der VfL mit den Vereinigten Preußen Bochum eine so genannte Kriegsspielgemeinschaft (KSG), die 1944/45 aber nur noch zwei Spiele austrug.

#### 1945–1965: Nachkriegsjahre
Am 29. Juli 1949 wurde die Fußballabteilung in einen eigenständigen Verein ausgegliedert, der am 10. August 1949 ins Vereinsregister eingetragen wurde. In den ersten Nachkriegsjahren spielte der Verein kaum eine Rolle. Erst nach acht Jahren in der Landesliga Westfalen und der 2. Oberliga West gelang 1953 der Aufstieg in die erstklassige Oberliga West. Meist beendete er die Saison in der unteren Tabellenhälfte, 1955 und 1961 stieg er jeweils als Tabellenletzter ab. 1956 stiegen die Bochumer direkt wieder auf, zwei Jahre nach dem zweiten Abstieg mussten sie in die drittklassige Verbandsliga Westfalen.
1965 stiegen die Bochumer in die zwei Jahre zuvor gegründete zweitklassige Regionalliga West auf. In den Spielen um die Westfalenmeisterschaft zwischen den beiden Staffelsiegern der Verbandsliga Westfalen gab es gegen die SpVgg Erkenschwick ein 4:1 in Bochum und ein 2:3 in Erkenschwick. Das Entscheidungsspiel in Recklinghausen endete nach Verlängerung 1:1. Die Statuten sahen zu diesem Zeitpunkt einen Losentscheid durch Münzwurf vor. Ein solcher entschied zugunsten des VfL Bochum.

#### 1965–1971: Regionalliga West
Nachdem der VfL Bochum im ersten Jahr nur auf Rang zwölf gelandet war, gehörte die Mannschaft ab 1966 zur Spitzengruppe der Regionalliga West. 1968 stand der VfL im Endspiel um den DFB-Pokal, das er im Südweststadion zu Ludwigshafen gegen den 1. FC Köln mit 1:4 verlor. 1971 schaffte das Team unter Trainer Hermann Eppenhoff nach der zweiten Regionalliga-Meisterschaft in Folge durch eine souveräne Aufstiegsrunde mit sieben Siegen aus acht Spielen den Sprung in die Bundesliga.

#### 1971–1993: Bundesliga
In den folgenden 22 Jahren hielt sich der Verein im Oberhaus, wo er keine bessere Platzierung als den achten Tabellenplatz (1978/79) erreichen konnte. Zumeist war der VfL im Mittelfeld platziert und musste sich aus finanziellen Gründen am Saisonende oft von seinen Leistungsträgern trennen. Häufig fand sich die Mannschaft auch im Abstiegskampf wieder.
1990 schloss der VfL die Saison als 16. ab. Er durfte aber in der Bundesliga bleiben, da er sich in zwei Relegationsspielen gegen den 1. FC Saarbrücken durchsetzte. Der VfL gewann das Hinspiel in Saarbrücken durch ein Elfmetertor von Thorsten Legat mit 1:0, im Rückspiel reichte dann ein 1:1, Bochums Torschütze war Uwe Leifeld.

#### 1993–2010: Ab- und Aufstiege und UEFA-Pokal
Im Sommer 1992 begannen die Fans des VfL, ihre Mannschaft als „Die Unabsteigbaren“ zu bezeichnen. Ironischerweise stieg der VfL jedoch direkt in der folgenden Saison 1992/93 nach 22 Spielzeiten erstmals aus der Bundesliga ab. Hatte man sich im Sommer 1990 noch in den Relegationsspielen retten können, gab nun ein einziger Punkt den Ausschlag, den die Mannschaft weniger verbuchte als Dynamo Dresden. Nach nur acht Punkten in der Hinrunde wurde die Aufholjagd der Rückserie unter Trainer Jürgen Gelsdorf am Ende nicht mehr belohnt. Da der Kontrollausschuss des DFB die Lizenzvergehen des 1. FC Dynamo Dresden erst zur nächsten Spielzeit mit Punktabzug bestrafte, hielt der Abstieg auch am Grünen Tisch stand.
Es begann ein Auf und Ab, ein Pendeln des VfL in den folgenden vier Jahren zwischen Bundesliga und Zweiter Liga. In ihrer ersten Zweitligasaison feierten die Bochumer einen souveränen Start-Ziel-Sieg, ab dem zweiten Spieltag führte das Team die Tabelle an und gab den ersten Platz bis zum Ende der Spielzeit nicht mehr aus der Hand. Doch 1995 stand bereits der zweite Abstieg fest. Jürgen Gelsdorf trat während der Saison zurück und Klaus Toppmöller wurde als neuer Trainer verpflichtet. Am drittletzten Spieltag verlor der VfL das vorentscheidende Spiel in Uerdingen mit 1:2.
Unter Toppmöller gelang erneut der direkte Wiederaufstieg, mit 17 Punkten Vorsprung vor einem Nichtaufstiegsplatz und 12 Punkten Vorsprung auf die zweitplatzierten Bielefelder wurde auch nach dem Umbruch in der Mannschaft abermals die Zweitligameisterschaft gefeiert.
Sogar eine Konsolidierung im Oberhaus gelang Toppmöller, der das Team als Aufsteiger in der Saison 1996/97 zu einem ersten großen Erfolg führte. Zum ersten Mal in seiner Geschichte erreichte der VfL Bochum mit dem 5. Platz in der Abschlusstabelle 1997 einen UEFA-Pokal-Platz. Im folgenden Wettbewerb erreichte die Mannschaft trotz der Hinspielniederlagen bei Trabzonspor und dem FC Brügge durch hohe Heimsiege in den Rückspielen das Achtelfinale. Dann setzte sich der Favorit Ajax Amsterdam durch, obwohl der VfL im Hinspiel in Amsterdam mit 2:0 hatte in Führung gehen können.
In der Bundesliga folgte schon ab 1999 eine erneute Phase der Auf- und Abstiege, an deren Ende im Sommer 2002 der vierte direkte Wiederaufstieg des VfL in die Bundesliga stand. Dieser wurde erst am letzten Spieltag durch einen 3:1-Sieg in Aachen gesichert.
Unter Trainer Peter Neururer spielte die Mannschaft in der Saison 2002/03 zunächst sehr erfolgreich und stand zwischenzeitlich an der Tabellenspitze. Am Ende schloss das Team auf dem neunten Tabellenplatz ab.
Am 22. Mai 2004 beendete der VfL Bochum die für ihn erfolgreichste Saison seiner Vereinsgeschichte auf Platz 5 vor Borussia Dortmund und FC Schalke 04. Damit durfte der Verein zum zweiten Mal am UEFA-Pokal teilnehmen. Die Mannschaft holte insgesamt 56 Punkte, so viele wie nie zuvor, und stellte mehrere Rekorde auf. In 13 Heimspielen blieb der VfL ohne Gegentor und sein Torwart Rein van Duijnhoven blieb in Heimspielen 911 Minuten lang ohne Gegentreffer – bis heute Bundesliga-Rekord.
Neururers Dienstzeit endete mit dem 34. Spieltag der Saison 2004/05, als der VfL trotz eines 1:0-Sieges beim Hamburger SV erneut absteigen musste.
In dieser Saison hatte der VfL Bochum im UEFA-Pokal durch ein 0:0 und ein 1:1 gegen Standard Lüttich den Einzug in die Gruppenphase nur knapp verpasst.
Neuer Cheftrainer wurde der Schweizer Marcel Koller; zum 1. April 2006 wurde Stefan Kuntz Sportdirektor. Mit Abschluss der Saison 2005/06 schaffte Bochum als Zweitligameister erneut den Wiederaufstieg. Mit fünf direkten Wiederaufstiegen ist der VfL damit „Rekordwiederaufsteiger“ der Bundesliga.
Verpflichtet wurden im Sommer 2006 der Rechtsverteidiger Benjamin Lense vom 1. FC Nürnberg, Christoph Dabrowski von Hannover 96, Oliver Schröder von Hertha BSC, Ivo Iličević vom Regionalligisten Darmstadt 98 sowie Torhüter Alexander Bade vom 1. FC Köln und Stürmer Benjamin Auer vom 1. FSV Mainz 05. Nach Saisonbeginn wurde noch als Ersatz für Edu der griechische Nationalspieler Theofanis Gekas für ein Jahr auf Leihbasis (mit Kaufoption bei Klassenerhalt) geholt. In der Winterpause wurde der Kader durch den tschechischen Torhüter Jaroslav Drobný, den algerischen Verteidiger Anthar Yahia sowie den Kameruner Offensivspieler Joël Epalle verstärkt.
Zum Jahreswechsel 2007 konnte der VfL auf einem Nichtabstiegsplatz überwintern. Mit einem Sieg in Mönchengladbach schloss Bochum die Saison 2006/07 auf dem 8. Platz ab. Mit vier aufeinanderfolgenden Auswärtssiegen wurde in dieser Saison ein neuer Vereinsrekord aufgestellt. Theofanis Gekas wurde mit 20 Treffern Torschützenkönig 2007. Er wechselte anschließend zu Bayer 04 Leverkusen.
In den beiden folgenden Spielzeiten musste der VfL – wie fast schon üblich – gegen den Abstieg kämpfen. Mit einem zwölften Platz in der Saison 2007/08 und Rang 14 in der Spielzeit 2008/09 konnte der Klassenerhalt jeweils sichergestellt werden. Als jedoch auch die Saison 2009/10 mit nur vier Punkten aus sechs Spielen unbefriedigend begann, wurde Trainer Koller entlassen und zunächst durch seinen Co-Trainer Frank Heinemann ersetzt. Am 28. Oktober 2009 präsentierte der VfL als neuen Trainer Heiko Herrlich, der mit einem Vertrag bis 2012 ausgestattet wurde. Nach einer Serie von zehn sieglosen Spielen und dem Abrutschen auf den Relegationsplatz wurde Herrlich Ende April 2010 wieder entlassen. Dennoch stieg der Verein am 8. Mai 2010 unter Interimstrainer Dariusz Wosz als Tabellenvorletzter ab.

#### 2010–2021: 2. Bundesliga
Zur Saison 2010/11 übernahm Friedhelm Funkel den VfL und erreichte nach einem schwachen ersten Saisondrittel Platz 3 (zwischenzeitlich gelangen 15 Ligaspiele in Serie ohne Niederlage); in der Relegation verlor der VfL gegen Borussia Mönchengladbach und verpasste erstmals den direkten Wiederaufstieg.
Funkel wurde am 14. September 2011, dem siebten Spieltag der Saison 2011/12, entlassen. Der VfL Bochum hatte damals vier Niederlagen in Folge erlitten und stand auf dem 17. Tabellenplatz. Andreas Bergmann wurde sein Nachfolger.
Bergmann wurde am 28. Oktober 2012 – nach sieben Pflichtspielen ohne Sieg in der Saison 2012/13 der 2. Fußball-Bundesliga – beurlaubt. Der bisherige Co-Trainer Karsten Neitzel, für ein Pokalspiel und ein Ligaspiel Interimstrainer, wurde am 6. November 2012 neuer Chefcoach des VfL.
Auch unter Neitzel wollte sich kein dauerhafter sportlicher Erfolg einstellen; der VfL festigte seine Platzierung in der Abstiegsregion der 2. Bundesliga. Am 8. April 2013 entband der VfL Trainer Neitzel und Sportvorstand Jens Todt von ihren Aufgaben. Todts Funktionen übernahm am 9. April 2013 Heinz Knüwe. Zuvor hatte die Mannschaft das Heimspiel gegen Erzgebirge Aue mit 0:3 verloren und war auf Tabellenplatz 16 abgerutscht. Nachfolger von Neitzel wurde der frühere Trainer des VfL, Peter Neururer. Er erhielt zunächst einen Vertrag bis Saisonende. Zu Beginn der Saison 2013/14 wurde Christian Hochstätter neuer Vorstand, verantwortlich für den Bereich Sport. Am vorletzten Spieltag sicherte sich der VfL Bochum trotz einer 0:2-Auswärtsniederlage beim TSV 1860 München den Klassenerhalt, weil gleichzeitig die Tabellennachbarn Dynamo Dresden (16.) und Arminia Bielefeld (17.) Punkte liegen ließen; Dresden verlor in Kaiserslautern mit 0:4, Bielefeld und FSV Frankfurt spielten 0:0. Nachdem Neururer der Klassenerhalt gelungen war, verlängerten er und der VfL seinen Vertrag bis 2015. Im Dezember 2014 wurde Neururer wegen vereinsschädigenden Verhaltens entlassen, weil er den Torhüter und Kapitän Andreas Luthe im Konflikt mit dem Vorstand unterstützt hatte. Sein Nachfolger wurde Gertjan Verbeek, dessen Vertrag im Februar 2016 um zwei Jahre bis zum Ende der Saison 2017/2018 verlängert wurde. In der Saison 2014/15 erreichte der VfL Bochum den 11., in der Saison 2015/16 den 5. und 2016/17 den 9. Platz in der 2. Bundesliga.
Am 11. Juli 2017 teilte VfL-Sportvorstand Christian Hochstätter die sofortige Freistellung von Trainer Gertjan Verbeek mit („Der Zeitpunkt der Freistellung kommt für viele sicherlich überraschend. Die fachlichen Qualitäten von Gertjan Verbeek sind unbestritten. Dennoch sind wir nach intensiven Gesprächen in Aufsichtsrat und Vorstand zum Entschluss gekommen, dass wir fortan mit einem anderen Trainer versuchen werden, unsere Ziele zu erreichen. In der jetzigen Konstellation gab es zu große Differenzen bei unseren Vorstellungen darüber.“) Nachfolger von Verbeek wurde der 37-jährige Ismail Atalan, der am 9. Oktober 2017 von seinen Aufgaben entbunden wurde.
Auf der Jahreshauptversammlung am 7. Oktober 2017 stimmten 80,19 Prozent der anwesenden Mitglieder für die Ausgliederung der Profifußballabteilung in eine GmbH & Co. KGaA.
Für den zuvor entlassenen Atalan übernahm nach einer kurzen Übergangsphase, in der das Team durch Assistenztrainer Heiko Butscher betreut wurde, Jens Rasiejewski. Anfangs als Interimstrainer angeheuert, erhielt der 42-Jährige am 8. Dezember einen Vertrag als Cheftrainer bis zum 30. Juni 2019. Doch nachdem der VfL nach dem 21. Spieltag auf Tabellenplatz 14 zurückgefallen war und vier Spiele in Serie verloren hatte, wurden sowohl Rasiejewski als auch Christian Hochstätter freigestellt. Neuer Sportvorstand des VfL Bochum wurde am 7. Februar Sebastian Schindzielorz, während Heiko Butscher die Mannschaft für ein Spiel (2:1 gegen SV Darmstadt 98 am 9. Februar 2018) als Trainer betreute. Ab dem 11. Februar 2018 war Robin Dutt VfL-Cheftrainer. Er konnte die Mannschaft stabilisieren und so beendeten die Bochumer die Saison 2017/18 auf Rang 6. In der folgenden Saison konnte der VfL als Tabellenelfter die Klasse sichern. Nachdem Bochum mit nur zwei Punkten aus vier Spielen in die Saison 2019/20 gestartet war, beurlaubte der Verein am 26. August 2019 Robin Dutt.
Heiko Butscher betreute als Interimstrainer die Mannschaft; am 6. September 2019 wurde Thomas Reis als dessen Nachfolger vorgestellt. Reis war bereits als Spieler und Nachwuchstrainer für den VfL tätig gewesen. Reis gelang es insbesondere nach der durch die COVID-19-Pandemie in Deutschland bedingte zweimonatige Spielpause, die Mannschaft zu stabilisieren; sie schloss die Saison auf Tabellenplatz 8 ab. Der VfL schloss die Saison 2020/21 als Zweitligameister ab und kehrte nach elf Jahren in die Bundesliga zurück.

#### 2021–2025: Zwischenzeitliche Rückkehr in die Bundesliga
Der VfL startete wechselhaft in die Bundesliga-Saison 2021/22. Einem 0:1 zum Auftakt in Wolfsburg, bei dem Bochum nach einer frühen roten Karte gegen Robert Tesche fast das gesamte Spiel in Unterzahl bestreiten musste, folgte ein 2:0-Sieg gegen Mainz. Das 1:0 resultierte aus einem Sololauf von Gerrit Holtmann und wurde später in der Sportschau zum Tor des Jahres 2021 gewählt. Aus den nächsten fünf Spielen holte Bochum dann nur einen Punkt und kassierte in dieser Periode seine höchste Bundesliga-Niederlage. Das Auswärtsspiel bei Bayern München ging mit 0:7 verloren. Nach sieben Spieltagen stand der VfL mit nur vier Punkten auf dem vorletzten Tabellenplatz. Ein 1:0-Sieg bei Mitaufsteiger Greuther Fürth leitete die Wende ein, die sich vor allem in starken Heimauftritten mit Siegen u. a. gegen Frankfurt, Hoffenheim und Freiburg und einem Remis gegen Dortmund manifestierte. Zur Winterpause hatte der VfL 20 Punkte gesammelt und sich auf Tabellenplatz 12 verbessert.
Nach der kurzen Winterpause wechselten sich Licht und Schatten ab. Während im Februar noch ein überraschender 4:2-Sieg über Bayern München gefeiert werden konnte, folgte nur anderthalb Wochen später das bittere Aus im DFB-Pokal-Viertelfinale gegen den SC Freiburg. Beim Stand von 1:1 kurz vor dem Ende der Verlängerung geriet eine Rückgabe von U21-Nationalspieler Maxim Leitsch zu kurz, so dass Freiburgs Roland Sallai den Ball problemlos erlaufen und zum 1:2 verwandeln konnte. Nur zwei Wochen später produzierte Bochum weitere Negativschlagzeilen. Das Heimspiel gegen Borussia Mönchengladbach wurde beim Stand von 0:2 nach 70 Minuten zunächst unter- und dann abgebrochen, weil ein aus dem Bochumer Fanblock geworfener Bierbecher einen Linienrichter getroffen hatte. Das Spiel wurde als 0:2-Niederlage für den VfL Bochum gewertet. Die Mannschaft blieb davon aber unbeeindruckt. Mit einem 2:1-Sieg in Hoffenheim fand Bochum schnell wieder in die richtige Spur und hatte am 31. Spieltag bereits die Chance, mit einem Sieg gegen den FC Augsburg vorzeitig den Klassenerhalt zu sichern, doch nach einer 0:2-Niederlage fehlten weiterhin zwei Punkte. Eine Woche später musste Bochum zum „kleinen“ Revierderby zu Borussia Dortmund reisen. Nach acht Minuten führte Bochum durch Treffer von Sebastian Polter und Gerrit Holtmann bereits mit 2:0. Ein Hattrick von Erling Haaland schien das Spiel zu drehen, doch Jürgen Locadia und Miloš Pantović (per Handelfmeter) erzielten in den letzten zehn Minuten noch zwei Tore für Bochum zum Endstand von 4:3, der den sicheren Klassenerhalt bedeutete. Mit einem Sieg und einer Niederlage ließ der VfL anschließend die Saison ausklingen und schloss mit 42 Punkten auf Tabellenplatz 13 ab.
Die Bundesliga-Saison 2022/23 gestaltete sich nach dem Weggang vieler Stammspieler der Vorsaison schwierig. Nach sechs Niederlagen zum Saisonauftakt (mit der höchsten Heimniederlage der Bundesligageschichte mit 0:7 gegen den FC Bayern München am 3. Spieltag sowie einer 1:3-Niederlage beim Aufsteiger Schalke 04) erfolgte die Entlassung von Trainer Thomas Reis. Ihm folgte der in der Bundesliga bislang unbekannte Thomas Letsch nach. Dem Trainerwechsel folgte eine langsame Stabilisierung der Mannschaft, am 9. Spieltag gelang der erste Heimsieg (3:0 gegen Eintracht Frankfurt). Zum Ende der Hinrunde belegte der VfL mit 16 Punkten den 16. Tabellenplatz. In der Rückrunde folgten wechselnde Leistungen; einerseits unerwartete Siege (u. a. ein 1:0 gegen RB Leipzig am 25. Spieltag), andererseits teils hohe Niederlagen (0:3 in Bremen, 1:5 gegen Wolfsburg). In der gesamten Bundesliga-Saison gelangen lediglich zwei Auswärtssiege (1:0 in Augsburg, 2:0 in Köln). Dennoch konnte mit einem starken Endspurt (3:2 gegen Augsburg, 1:1 bei Hertha BSC und am letzten Spieltag ein 3:0 gegen Bayer Leverkusen) Platz 14 und damit der direkte Klassenerhalt erreicht werden. Im DFB-Pokal kam der VfL Bochum bis ins Achtelfinale, musste sich jedoch dort zu Hause gegen Borussia Dortmund mit 1:2 geschlagen geben.
Auch zur Saison 2023/24 präsentierte Bochum eine in großen Teilen erneuerte Mannschaft. Zum Saisonauftakt schied Bochum in der 1. Runde aus dem DFB-Pokal aus: bei Drittligist Arminia Bielefeld konnte ein 0:2-Rückstand zwar noch aufgeholt werden, im Elfmeterschießen hatte Bielefeld jedoch das bessere Ende. Auch der Saisonstart in der Bundesliga misslang: einem 0:5 zum Auftakt in Stuttgart folgten drei Remis und eine erneute 0:7-Niederlage bei Bayern München. Erst am zehnten Spieltag gelang mit einem 2:1 in Darmstadt der erste Saisonsieg. Danach konnte die Mannschaft sich stabilisieren: zur Winterpause stand der VfL auf Tabellenplatz 14 und blieb zwischen Oktober und Februar zu Hause ungeschlagen – eine Serie, die ihren Höhepunkt am 22. Spieltag in einem 3:2-Sieg über Bayern München fand. Nach diesem Sieg stand Bochum mit 25 Punkten auf dem elften Tabellenplatz. In der Folge kam der VfL von der Erfolgsspur ab – besonders ärgerlich: immer wieder wurden spät Führungen vergeben, so zum Beispiel wurde gegen Darmstadt aus einer 2:0-Führung noch ein 2:2, eine Woche später wurde in Köln eine 1:0-Führung in der Nachspielzeit noch zu einer 1:2-Niederlage. Daraufhin wurde Trainer Thomas Letsch freigestellt, für die übrige Saison sprang zum wiederholten Mal Heiko Butscher als Interimstrainer in die Bresche. Unter Butscher holte die Mannschaft aus den ersten vier Spielen immerhin sieben Punkte, so dass nur noch drei Punkte zum Klassenerhalt fehlten. Am 33. Spieltag verlor Union Berlin spät in Köln, sodass Bochum aus den letzten beiden Spielen sogar ein Remis gereicht hätte. Doch sowohl gegen Meister Leverkusen (0:5) als auch in Bremen (1:4) wurde es versäumt, den Punkt noch zu holen, so dass der VfL die Bundesliga auf Platz 16 beendete und in der Relegation gegen den Dritten der 2. Bundesliga, Fortuna Düsseldorf, antreten musste. Das Hinspiel ging vor heimischer Kulisse mit 0:3 verloren, doch im Rückspiel in Düsseldorf holte Bochum diesen Rückstand auf und konnte sich schließlich im Elfmeterschießen den Klassenerhalt sichern.
Zur Saison 2024/25 wurde Peter Zeidler als neuer Trainer vorgestellt. Nach guten Ergebnissen in der Vorbereitung misslang der Start in die vierte Bundesliga-Saison jedoch vollkommen. Im DFB-Pokal schied Bochum erneut in der 1. Runde aus (0:1 bei Zweitligist Jahn Regensburg) und aus den ersten sieben Spielen holte der VfL lediglich einen Punkt (2:2 gegen Bundesliga-Neuling Kiel). Nach einer 1:3-Niederlage in Hoffenheim wurde Zeidler bereits wieder entlassen. Unter Interimstrainer Markus Feldhoff gab es zwei klare Niederlagen (0:5 gegen München und 2:7 in Frankfurt), danach übernahm Dieter Hecking als Trainer und nötigte im ersten Einsatz Meister Leverkusen ein 1:1 ab. Am 14. Spieltag trat Bochum bei Union Berlin an. Beim Stand von 1:1 kurz vor Schluss wurde VfL-Torwart Patrick Drewes von einem Feuerzeug aus dem Heimblock am Kopf getroffen und konnte nicht weiter spielen. Das Spiel wurde für ca. 30 Minuten unterbrochen und danach ohne Angriffsbemühungen beider Teams zu Ende gebracht. Da Bochum nicht mehr wechseln konnte, musste Stürmer Philipp Hofmann in den letzten Minuten das Tor hüten. Bochum legte Protest gegen die Wertung des Spiels ein und das DFB-Sportgericht wertete die Partie mit 0:2 zu Gunsten des VfL. Parallel dazu verbesserten sich auch die sportlichen Ergebnisse: gegen Heidenheim wurde unmittelbar vor Weihnachten der erste Saisonsieg gefeiert. Es folgten nach der Winterpause weitere Erfolgserlebnisse: St. Pauli wurde mit 1:0 niedergerungen (Hofmann traf per Hacke zum Tor des Monats Januar 2025), gegen Leipzig wurde ein 0:3-Rückstand durch einen Hattrick von Myron Boadu noch zu einem Remis gedreht, Winterneuzugang Georgios Masouras schoss Bochum gegen Dortmund zum Derbysieg (beide Tore beim 2:0), und am 25. Spieltag drehte der VfL in München einen 0:2-Rückstand noch zu einem 3:2 – erst der zweite Sieg für die Bochumer beim Rekordmeister. Auf den Überraschungssieg folgten fünf Niederlagen, die den VfL im Tabellenkeller fest hielten. Ein 1:4 im letzten Heimspiel gegen Mainz 05 besiegelte den Abstieg, bevor im letzten Spiel auf St. Pauli noch ein 2:0-Sieg gelang. Mit 25 Punkten schloss Bochum die Liga als Tabellenletzter ab.

### Sportliche Erfolge
Mit Ausnahme von zwei Meistertiteln in der Regionalliga West (1970 und 1971) sowie vier Zweitliga-Meisterschaften (1994, 1996, 2006 und 2021) konnte der VfL Bochum noch keine nationalen oder gar internationalen Titel gewinnen. Neben Platz 13 in der ewigen Tabelle der Fußball-Bundesliga, insgesamt 36 Jahren Zugehörigkeit zur Fußball-Bundesliga (von 1971 bis 2010 mit fünf jeweils einjährigen Unterbrechungen) und zwei Teilnahmen am UEFA-Pokal (1997 und 2004) stehen zwei Endspielteilnahmen im DFB-Pokal zu Buche (1968 und 1988). Der VfL Bochum stellte in drei Spielzeiten den Torschützenkönig der Bundesliga. In der Saison 1985/86 erzielte Stefan Kuntz 22 Tore, 2002/03 war Thomas Christiansen 21 Mal erfolgreich und in der Saison 2006/07 gewann Theofanis Gekas mit 20 Treffern die Torjägerkanone. Holger Aden schoss 1992/93 die meisten Tore (28) im Profifußball, davon neun für den VfL.

#### Bundesliga, DFB-Pokal
- DFB-Pokal-Finalist: 1968 und 1988
- Meister der 2. Bundesliga: 1993/94, 1995/96, 2005/06 und 2020/21
- Aufstieg in die Bundesliga: 1971, 1994, 1996, 2000, 2002, 2006 und 2021
- Einzug in den UEFA-Pokal: 1996/97 und 2003/04 durch einen 5. Platz in der Bundesliga
- zweimalige Teilnahme am UEFA-Pokal: 1997/98 und 2004/05
- fünfmalige Teilnahme am Intertoto-Cup: 1980, 1987, 1990, 1992 und 1993
- viermalige Teilnahme am DFB-Ligapokal: 1972/73, 1997, 2003 und 2004
- zweimalige Qualifikation zum DFB-Pokal über den Westdeutschen Pokal: 1960/61, 1967/68
- dreimal Spitzenreiter der Bundesliga (Tabellenführer nach dem zweiten, dritten und vierten Spieltag der Saison 2002/03)
- Ewige Tabelle der Bundesliga: 13. Platz, 1451 Punkte in 36 Spielzeiten (Stand: nach der Saison 2022/23)[28]
- Ewige Tabelle der 2. Bundesliga: 22. Platz, 850 Punkte in 16 Spielzeiten (Stand: nach der Saison 2022/23)[29]

#### Internationale Spiele
Saison 1997/98 (UEFA-Pokal)
- 1. Runde: Trabzonspor – VfL Bochum 2:1 und 3:5
- 2. Runde: FC Brügge – VfL Bochum 1:0 und 1:4
- Achtelfinale: Ajax Amsterdam – VfL Bochum 4:2 und 2:2

Saison 2004/05 (UEFA-Pokal)
- 1. Runde: Standard Lüttich – VfL Bochum 0:0 und 1:1

### Personalien und bekannte Persönlichkeiten

#### Präsidenten
- 1962–1967 Fritz Schleier
- 1967–1993 Ottokar Wüst
- 1993–2003 Werner Altegoer

Seit dem 1. April 2003 wird das operative Geschäft des VfL von einem hauptamtlichen Vorstand geführt, ab 2003 war Ansgar Schwenken (kaufmännischer Bereich, Organisation) Mitglied. Schwenken wurde am 1. Juli 2014 von Wilken Engelbracht abgelöst. Dessen Nachfolger wurde am 13. Februar 2018 wiederum Ilja Kaenzig. Dieter Meinhold (Marketing, Öffentlichkeitsarbeit) trat am 30. Juni 2006 aus dem Vorstand zurück. Vorstandsmitglied mit sportlichem Schwerpunkt waren nacheinander Stefan Kuntz, Thomas Ernst, Jens Todt, Heinz Knüwe, Christian Hochstätter, Sebastian Schindzielorz und  Patrick Fabian. Nachdem Fabian Ende Juni 2024 von seinem Amt zurückgetreten ist, wurde Kaenzig zunächst zum alleinigen Geschäftsführer bestimmt. Am 30. März 2025 gab der Verein die Verpflichtung Dirk Dufners als Geschäftsführer Sport bekannt.

#### Aufsichtsratsvorsitzende
- 2003–2010 Werner Altegoer
- 2010–2012 Ernst-Otto Stüber
- 2012–2025 Hans-Peter Villis
- 20250000 Uwe Tigges (Januar–Juni)
- 2025–0000 Hans-Peter Villis

#### Trainerhistorie
| Name                 | von                | bis                | Bemerkung       | Quelle               |
| -------------------- | ------------------ | ------------------ | --------------- | -------------------- |
| Georg Hochgesang     | 14. April 1938     | unbekannt          |                 | [ 33 ]               |
| …                    |                    |                    |                 |                      |
| Erwin Schneider      | 1945               | 1946               | Spielertrainer  |                      |
| Robert Imhäuser      | 1946               | 1948               |                 |                      |
| Paul Timpert         | 1948               | 1949               |                 |                      |
| Willi Schäfer        | um 1949            | um 1949            |                 |                      |
| …                    |                    |                    |                 |                      |
| Georg Hochgesang     | 1949               | 1950               |                 | [ 34 ]               |
| Elmar Rösch          | 1950               | 1951               |                 | [ 34 ]               |
| …                    |                    |                    |                 |                      |
| Rudolf Prokoph       | 1952               | Frühjahr 1953      |                 | [ 33 ] [ 35 ]        |
| Emil Melcher         | Frühjahr 1953      | 1954               |                 | [ 33 ] [ 35 ]        |
| Harald Reinhardt     | um 1954            | um 1954            |                 | [ 36 ]               |
| Emil Melcher         | 1955               | 1956               |                 | [ 33 ] [ 35 ] [ 37 ] |
| Herbert Widmayer     | 1956               | 1960               |                 | [ 35 ] [ 37 ] [ 38 ] |
| Fritz Silken         | 1960               | 1961               |                 | [ 37 ] [ 38 ]        |
| Hermann Lindemann    | 1961               | 1963               |                 | [ 37 ] [ 38 ]        |
| Hubert Schieth       | 1. Juli 1963       | 30. Juni 1967      |                 | [ 37 ] [ 39 ]        |
| Hermann Eppenhoff    | 1. Juli 1967       | 30. Juni 1972      |                 | [ 37 ] [ 39 ]        |
| Heinz Höher          | 1. Juli 1972       | 30. Juni 1979      |                 | [ 37 ] [ 39 ]        |
| Helmuth Johannsen    | 1. Juli 1979       | 30. Juni 1981      |                 | [ 37 ] [ 39 ]        |
| Rolf Schafstall      | 1. Juli 1981       | 30. Juni 1986      |                 | [ 37 ] [ 39 ]        |
| Hermann Gerland      | 1. Juli 1986       | 30. Juni 1988      |                 | [ 37 ] [ 39 ]        |
| Franz-Josef Tenhagen | 1. Juli 1988       | 30. Juni 1989      |                 | [ 37 ] [ 39 ]        |
| Reinhard Saftig      | 1. Juli 1989       | 22. April 1991     |                 | [ 37 ] [ 39 ]        |
| Rolf Schafstall      | 22. April 1991     | 30. Juni 1991      | Interimstrainer | [ 37 ] [ 39 ]        |
| Holger Osieck        | 1. Juli 1991       | 2. November 1992   |                 | [ 37 ] [ 39 ]        |
| Jürgen Gelsdorf      | 6. November 1992   | 6. November 1994   |                 | [ 37 ] [ 39 ]        |
| Klaus Toppmöller     | 9. November 1994   | 30. Juni 1999      |                 | [ 37 ] [ 39 ]        |
| Ernst Middendorp     | 1. Juli 1999       | 24. Oktober 1999   |                 | [ 37 ] [ 39 ]        |
| Bernard Dietz        | 25. Oktober 1999   | 31. Dezember 1999  | Interimstrainer | [ 37 ] [ 39 ]        |
| Ralf Zumdick         | 1. Januar 2000     | 13. Februar 2001   |                 | [ 37 ] [ 39 ]        |
| Rolf Schafstall      | 13. Februar 2001   | 30. Juni 2001      | Interimstrainer | [ 37 ] [ 39 ]        |
| Bernard Dietz        | 1. Juli 2001       | 3. Dezember 2001   | Interimstrainer | [ 37 ] [ 39 ]        |
| Peter Neururer       | 4. Dezember 2001   | 30. Juni 2005      |                 | [ 37 ] [ 39 ]        |
| Marcel Koller        | 1. Juli 2005       | 20. September 2009 |                 | [ 37 ] [ 39 ]        |
| Frank Heinemann      | 21. September 2009 | 27. Oktober 2009   | Interimstrainer | [ 37 ] [ 39 ]        |
| Heiko Herrlich       | 28. Oktober 2009   | 29. April 2010     |                 | [ 37 ] [ 39 ]        |
| Dariusz Wosz         | 29. April 2010     | 30. Juni 2010      | Interimstrainer | [ 37 ] [ 39 ]        |
| Friedhelm Funkel     | 1. Juli 2010       | 14. September 2011 |                 | [ 37 ] [ 39 ]        |
| Andreas Bergmann     | 15. September 2011 | 27. Oktober 2012   |                 | [ 37 ] [ 39 ]        |
| Karsten Neitzel      | 29. Oktober 2012   | 7. April 2013      | Interimstrainer | [ 37 ] [ 39 ]        |
| Peter Neururer       | 8. April 2013      | 9. Dezember 2014   |                 | [ 37 ] [ 39 ]        |
| Frank Heinemann      | 9. Dezember 2014   | 31. Dezember 2014  | Interimstrainer | [ 37 ] [ 39 ]        |
| Gertjan Verbeek      | 1. Januar 2015     | 11. Juli 2017      |                 | [ 37 ] [ 39 ]        |
| Ismail Atalan        | 11. Juli 2017      | 9. Oktober 2017    |                 | [ 37 ] [ 39 ]        |
| Jens Rasiejewski     | 9. Oktober 2017    | 8. Dezember 2017   | Interimstrainer | [ 37 ] [ 39 ] [ 42 ] |
| Jens Rasiejewski     | 8. Dezember 2017   | 7. Februar 2018    |                 | [ 37 ] [ 39 ] [ 42 ] |
| Heiko Butscher       | 7. Februar 2018    | 11. Februar 2018   | Interimstrainer | [ 30 ]               |
| Robin Dutt           | 11. Februar 2018   | 26. August 2019    |                 | [ 26 ] [ 43 ]        |
| Heiko Butscher       | 27. August 2019    | 6. September 2019  | Interimstrainer |                      |
| Thomas Reis          | 6. September 2019  | 12. September 2022 |                 | [ 27 ] [ 44 ]        |
| Heiko Butscher       | 12. September 2022 | 22. September 2022 | Interimstrainer |                      |
| Thomas Letsch        | 22. September 2022 | 8. April 2024      |                 | [ 45 ] [ 46 ]        |
| Heiko Butscher       | 9. April 2024      | 30. Juni 2024      | Interimstrainer | [ 47 ]               |
| Peter Zeidler        | 1. Juli 2024       | 20. Oktober 2024   |                 | [ 48 ] [ 49 ]        |
| Markus Feldhoff      | 21. Oktober 2024   | 4. November 2024   | Interimstrainer | [ 50 ]               |
| Dieter Hecking       | 5. November 2024   |                    |                 | [ 51 ]               |

#### Bekannte Spieler

##### Bochumer Talentschmiede
Der VfL Bochum hat sich bundesweit einen Namen als „Talentschmiede“ gemacht. Die Bundesligakarrieren einiger bekannter Fußballer begannen in Bochum:
| Name                    | beim VfL             | Spiele | Tore | Karriere |
| ----------------------- | -------------------- | ------ | ---- | --- |
| Hermann Gerland         | 1972–1984            | 204    | 04   | Der gebürtige Bochumer spielte seine gesamte Profikarriere beim VfL Bochum und war von 1986 bis 1988 Trainer des Vereins. |
| Christian Schreier      | 1981–1984            | 098    | 35   | Ging vom VfL Bochum zu Bayer 04 Leverkusen, wo er 1988 den UEFA-Pokal gewann. Schreier ist bis heute Rekordnationalspieler der deutschen Fußballolympiamannschaft und gewann 1988 Bronze in Seoul. Bestritt 1984 ein A-Länderspiel für die deutsche Fußballnationalmannschaft.                                                                                           |
| Stefan Kuntz            | 1983–1986, 1998–1999 | 120    | 47   | Wurde 1986 erster Bochumer Torschützenkönig. Bestritt 25 A-Länderspiele (u. a. Europameister 1996) für die deutsche Fußballnationalmannschaft. Von 2006 bis 2008 Vorstandsmitglied für den Bereich Sport beim VfL Bochum. |
| Martin Kree             | 1983–1989            | 164    | 28   | Gewann später mit Borussia Dortmund zwei deutsche Meistertitel (1995 und 1996), 1997 die Champions-League und den Weltpokal. Aktuell Mitglied des Aufsichtsrates des VfL Bochum. |
| Uwe Wegmann             | 1985–1987, 1989–1995 | 214    | 52   | „Der Alpenbomber“ wurde in der Saison 1993/94 mit 22 Toren Torschützenkönig der 2. Bundesliga. |
| Thorsten Legat          | 1986–1991            | 107    | 09   | Kam aus der eigenen Jugend; spielte danach bei Werder Bremen, Eintracht Frankfurt, VfB Stuttgart und FC Schalke 04. |
| Joel Matip              | 1997–2000 (Jugend)   | 000    | 0    | Gebürtiger Bochumer, aktueller kamerunischer Nationalspieler; zweifacher WM-Teilnehmer (2010 und 2014). |
| Yıldıray Baştürk        | 1997–2001            | 074    | 06   | Langjähriger türkischer Nationalspieler mit 49 Einsätzen (2 Tore) und dem dritten Platz bei der Fußball-Weltmeisterschaft 2002 als größter Erfolg; bestritt 2002 mit Bayer Leverkusen als erster türkischer Spieler ein Champions-League-Finale. |
| Frank Fahrenhorst       | 1996–2004            | 136    | 16   | Spielte von 1994 bis 1996 in der Jugend des VfL. Absolvierte 2004 zwei Länderspiele für die deutsche A-Nationalmannschaft und wurde 1998 viermal in der Deutschen Olympiamannschaft eingesetzt. |
| Paul Freier             | 1997–2004, 2008–2014 | 239    | 24   | Kam aus der eigenen Jugend, wurde beim VfL Bochum zum Nationalspieler und bestritt 17 A-Länderspiele; beendete 2014 seine Karriere beim VfL Bochum. |
| Sebastian Schindzielorz | 1997–2003            | 136    | 10   | Spielte von 1988 bis 1998 in der Jugend des VfL. 2002 wurde er für den vorläufigen Kader der deutschen A-Nationalmannschaft für die WM 2002 nominiert und saß bei zwei Freundschaftsspielen auf der Bank. |
| İlkay Gündoğan          | 2008–2009            | 000    | 0    | Spielte von 2005 bis 2009 in der Jugend des VfL und gehörte bis zum 31. Januar 2009 zum Kader der Profimannschaft; lehnte während des Wintertrainingslagers der Profis in Alicante ein Vertragsangebot der Bochumer ab und wechselte im Februar 2009 zum 1. FC Nürnberg; spielte in der Saison 2008/09 nur zweimal für die Bochumer Amateure. Deutscher Nationalspieler. |
| Christoph Kramer        | 2011–2013            | 061    | 04   | Wurde von Bayer 04 Leverkusen für zwei Jahre an den VfL Bochum ausgeliehen, für den er in der Zweiten Liga seine ersten Profispiele bestritt; wurde 2014 Fußball-Weltmeister. |
| Leon Goretzka           | 2012–2013            | 032    | 04   | Spielte von 2001 bis 2012 in der Jugend des VfL und debütierte dann in der Zweiten Liga; wurde 2012 mit der Fritz-Walter-Medaille für Nachwuchsspieler in Gold ausgezeichnet; wurde 2014 Nationalspieler und gewann 2017 den Confed-Cup. |
| Lukas Klostermann       | 2010–2014            | 009    | 0    | Im Jahr 2014 neun Spiele in der zweiten Liga, nach dem Wechsel zu RB Leipzig A-Nationalspieler. |
| Armel Bella-Kotchap     | 2017–2022            | 066    | 01   | Wurde in Bochum zum Jugendnationalspieler; nach insgesamt 66 Ligaspielen (ein Tor) für den VfL wechselte der Verteidiger zur Saison 2022/23 in die Premier League zum FC Southampton; im Anschluss WM-Teilnahme 2022 mit der deutschen Nationalmannschaft ohne eigenen Einsatz.                                                                                          |

##### Bundesliga-Rekordspieler
| Name                 | Spiele | Tore | Jahre                |
| -------------------- | ------ | ---- | -------------------- |
| Michael Lameck       | 518    | 37   | 1972–1988            |
| Lothar Woelk         | 385    | 26   | 1977–1989            |
| Walter Oswald        | 353    | 24   | 1978–1991            |
| Franz-Josef Tenhagen | 306    | 20   | 1973–1981, 1984–1988 |
| Ralf Zumdick         | 282    | 01   | 1981–1995            |

##### Rekordtorjäger des VfL in der Bundesliga
| Name              | Tore | Jahre                |
| ----------------- | ---- | -------------------- |
| Hans-Joachim Abel | 60   | 1977–1982            |
| Hans Walitza      | 53   | 1971–1974            |
| Uwe Wegmann       | 52   | 1985–1995            |
| Josef Kaczor      | 51   | 1974–1981            |
| Stefan Kuntz      | 47   | 1983–1986, 1998–1999 |
| Uwe Leifeld       | 46   | 1985–1991            |

##### Die Rekordspieler des VfL Gesamt
|    | Saisons | Spieler              | Einsätze | Nationalität |
| -- | ------- | -------------------- | -------- | ------------ |
| 1  | 15      | Michael Lameck       | 595      | Deutschland  |
| 2  | 13      | Lothar Woelk         | 438      | Deutschland  |
| 3  | 13      | Walter Oswald        | 401      | Deutschland  |
| 4  | 12      | Dariusz Wosz         | 383      | Deutschland  |
| 5  | 11      | Anthony Losilla      | 364      | Frankreich   |
| 6  | 11      | Franz-Josef Tenhagen | 345      | Deutschland  |
| 7  | 10      | Marcel Maltritz      | 328      | Deutschland  |
| 8  | 14      | Ralf Zumdick         | 315      | Deutschland  |
| 9  | 11      | Manuel Riemann       | 290      | Deutschland  |
| 10 | 10      | Paul Freier          | 289      | Deutschland  |
| 11 | 9       | Rob Reekers          | 272      | Niederlande  |
| 12 | 10      | Peter Peschel        | 271      | Deutschland  |
| 13 | 8       | Uwe Wegmann          | 269      | Deutschland  |
| 14 | 9       | Thomas Kempe         | 265      | Deutschland  |
| 15 | 10      | Frank Heinemann      | 244      | Deutschland  |

Aufgelistet nach Einsätzen für den VfL Bochum in der 1. & 2. Bundesliga sowie DFB-Pokal & internationale Wettbewerbe. (Stand 20. Mai 2025)

##### Torschützenkönige der Bundesligaundder 2. Bundesligades VfL
| Liga          | Name                | Tore | Jahr |
| ------------- | ------------------- | ---- | ---- |
| Bundesliga    | Stefan Kuntz        | 22   | 1986 |
| 2. Bundesliga | Uwe Wegmann         | 22   | 1994 |
| Bundesliga    | Thomas Christiansen | 21   | 2003 |
| Bundesliga    | Theofanis Gekas     | 20   | 2007 |
| 2. Bundesliga | Simon Terodde       | 25   | 2016 |

##### Tore des MonatsundTor des Jahresdes VfL
Die Auszeichnung Tor des Monats wird seit 1971 von dem deutschen Fernsehsender Das Erste vergeben. Die Zuschauer stimmen monatlich aus einer Liste von fünf Vorschlägen über den schönsten oder spektakulärsten Treffer des abgelaufenen Monats ab. Aus den „Toren des Monats“ eines Kalenderjahres wird im folgenden Jahr das Tor des Jahres gewählt.
| Anlass         | Name                | Gegner               | Monat und Jahr                      | Art       |
| -------------- | ------------------- | -------------------- | ----------------------------------- | --------- |
| Aufstiegsrunde | Werner Balte        | Tasmania 1900 Berlin | Juni 1971                           | Abstauber |
| UEFA-Cup       | Sergej Juran        | Trabzonspor          | September 1997                      | Hackentor |
| 2. Bundesliga  | Delron Buckley      | Kickers Offenbach    | April 2000                          | Sololauf  |
| Bundesliga     | Thomas Christiansen | Energie Cottbus      | August 2002                         | Sololauf  |
| Testspiel      | Anthony Losilla     | Borussia Dortmund    | Juli 2017                           | Volley    |
| 2. Bundesliga  | Simon Zoller        | Karlsruher SC        | September 2020                      | Heber     |
| Bundesliga     | Gerrit Holtmann     | 1. FSV Mainz 05      | August 2021 und Tor des Jahres 2021 | Sololauf  |
| Bundesliga     | Gonçalo Paciência   | TSG 1899 Hoffenheim  | Dezember 2023                       | Volley    |
| Bundesliga     | Philipp Hofmann     | FC St. Pauli         | Januar 2025                         | Hackentor |

##### Nationalspieler
Deutsche Nationalmannschaft
Der VfL hatte im Laufe der Vereinsgeschichte Nationalspieler verschiedener Nationen im Kader. Der deutschen Fußballnationalmannschaft gehörten zu ihrer Bochumer Zeit nur Paul Freier, Franz-Josef Tenhagen und Dariusz Wosz an.
Bekannte Nationalspieler anderer Nationen
- Sunday Oliseh wurde nach den Stationen Ajax Amsterdam und Juventus Turin 2002 aus Dortmund ausgeliehen. Der Nigerianer spielte in 32 BL-Spielen für Bochum (1 Tor) und in 62 Länderspielen für Nigeria. Wegen einer Tätlichkeit gegen seinen Mitspieler Wahid Haschemian musste er 2004 den VfL verlassen.
- Eric Wynalda absolvierte 107 Länderspiele für die USA (34 Tore) und nahm 1990, 1994 und 1998 jeweils an der WM teil. Beim VfL stand er von 1994 bis 1996 unter Vertrag.
- Kim Joo-sung, lief 34-mal für Bochum auf und schoss 4 Tore, war dreimal Asiens Fußballer des Jahres und dreimal WM-Teilnehmer (mit Südkorea). Bei der Wahl zu Asiens Fußballer des Jahrhunderts belegte er 1998 den 2. Platz. Er spielte 1992 bis 1994 für Bochum.
- Fábio Júnior Pereira, wurde 1999 für ca. 15 Millionen US-Dollar vom brasilianischen Verein Cruzeiro Belo Horizonte an den AS Rom verkauft. Er kam ablösefrei zum VfL und absolvierte 2006/07 31 BL-Spiele und erzielte dabei 3 Tore. Er spielte außerdem in Portugal, Japan und den Vereinigten Arabischen Emiraten und bestritt 3 A- und 12 U-23-Länderspiele für Brasilien.

##### Legendenelf
Mit einem Online-Voting auf der offiziellen Vereinshomepage wählten die Vereinsmitglieder im Jahre 2016 eine „Hall of Fame“. Folgende Spieler und Trainer werden seitdem mit Porträts, die an den Stützpfeilern des Stadionanbaus angebracht sind, geehrt:
- Rein van Duijnhoven, Torwart, 1999–2006
- Hermann Gerland, Abwehr, Jugendspieler 1968–1972, Profi 1972–1984, Trainer 1985–1988
- Lothar Woelk, Abwehr, 1977–1989
- Franz-Josef Tenhagen, Libero, 1973–1981 und 1984–1988
- Marcel Maltritz, Abwehr, 2004–2014
- Thomas Stickroth, Abwehr/Mittelfeld, 1995–2002
- Michael Lameck, Abwehr/Mittelfeld, 1972–1988
- Dariusz Wosz, Mittelfeld, 1992–1998 und 2001–2007, Interimstrainer 2010
- Peter Peschel, Mittelfeld, 1990–2001
- Uwe Wegmann, Sturm, 1985–1987 und 1989–1995
- Stefan Kuntz, Sturm, 1983–1986 und 1998–1999, Sportmanager 2006–2008
- Klaus Toppmöller, Trainer 1994–1999

Zusätzlich erhielten auch 
- Heinz Höher, Abwehr/Mittelfeld, 1966–1970, Co-Trainer 1970, Trainer 1972–1979
- Martin Kree, Abwehr, Jugendspieler 1981–1983, Amateur 1983–1984, Profi 1984–1989
- Hans Walitza, Sturm, 1969–1974
- Ralf Zumdick, Torwart, 1981–1995, Co-Trainer 1995–1999, Trainer 1999–2001

ein solches Porträt zu ihren Ehren.

#### Bekannte Mitglieder
- Leonardo Bauer
- Hermann Gerland
- Frank Goosen
- Herbert Grönemeyer (seit 2006)[53]
- Manfred Günther
- Steven Sloane[54]
- Dariusz Wosz

### Trikotsponsoren und Ausrüster
Der VfL Bochum spielte erstmals im März 1976 mit einem Werbeaufdruck auf dem vereinseigenen Trikot. Zunächst befand sich ein stilisierter Osborne-Stier, das Zeichen des Spirituosenherstellers Osborne, auf den Bochumer Trikots. Darstellung und Größe dieser Werbung verstießen gegen die damals strengen DFB-Regularien, weshalb ab 1977 nur noch mit dem Schriftzug „Osborne“ geworben werden durfte.
In den folgenden Jahren schloss der VfL mit weiteren Firmen Verträge als Trikot- und Hauptsponsor. Der Discounter Plus (Sponsor 1979/80) gehört seit 2009 zum späteren Sponsor Netto Marken-Discount. Der aktuelle Trikotsponsor ist der deutsche Immobilienkonzern Vonovia mit Sitz in Bochum.
Die Trikotsponsoren und Ausrüster des VfL Bochum im Überblick:
| Saisons   | Trikotsponsoren                    | Co-Sponsoren                            | Ausrüster        |
| --------- | ---------------------------------- | --------------------------------------- | ---------------- |
| 1970–1974 | kein Sponsor                       | kein Sponsor                            | Erima            |
| 1974–1976 | kein Sponsor                       | kein Sponsor                            | Adidas           |
| 1976–1979 | Osborne                            | Osborne                                 | Adidas           |
| 1979/80   | Plus                               | Plus                                    | Adidas           |
| 1980–1982 | Photo Porst                        | Photo Porst                             | Adidas           |
| 1982–1986 | Polsterwelt                        | Polsterwelt                             | Adidas           |
| 1986–1988 | Adam Opel AG                       | Adam Opel AG                            | Adidas           |
| 1988–1992 | Trigema                            | Trigema                                 | Adidas           |
| 1992/93   | Faber Lotto-Service                | Faber Lotto-Service                     | Patrick          |
| 1993/94   | Faber Lotto-Service                | Faber Lotto-Service                     | Reusch           |
| 1994–1997 | Faber Lotto-Service                | Faber Lotto-Service                     | Reebok           |
| 1997–1999 | Faber Lotto-Service                | Faber Lotto-Service                     | Faber Sportswear |
| 1999–2002 | Faber Lotto-Service                | Faber Lotto-Service                     | Globetrotter     |
| 2002–2007 | DWS Investments                    | DWS Investments                         | Nike             |
| 2007/08   | KiK                                | KiK                                     | Umbro            |
| 2008/09   | KiK                                | KiK                                     | Do You Football  |
| 2009–2011 | Netto Marken-Discount              | Netto Marken-Discount                   | Do You Football  |
| 2011–2013 | Netto Marken-Discount              | Netto Marken-Discount                   | Nike             |
| 2013–2017 | Booster Energy Drink (Heimtrikots) | Netto Marken-Discount (Auswärtstrikots) | Nike             |
| 2017/18   | trivago                            | Viactiv (Ärmelsponsor)                  | Nike             |
| 2018–2021 | Tricorp                            | Viactiv (Ärmelsponsor)                  | Nike             |
| 2021/22   | Vonovia                            | Viactiv (Ärmelsponsor)                  | Nike             |
| 2022/23   | Vonovia                            | Viactiv (Ärmelsponsor)                  | Mizuno           |
| 2023/24   | Vonovia                            | think about IT (Ärmelsponsor)           | Mizuno           |
| 2024–2026 | Vonovia                            | MTEL Germany (Ärmelsponsor)             | Mizuno           |

### Spielstätte
Bereits seit 1911 spielten Germania Bochum und SuS Bochum als Vorläufervereine des heutigen VfL Bochum auf einem Gelände an der Castroper Straße nordöstlich der Innenstadt. Damit verfügt der VfL über eine der traditionsreichsten Heimstätten des deutschen Profifußballs. Das erste dokumentierte Fußballspiel an der Castroper Straße fand am 8. Oktober 1911 zwischen SuS Bochum und dem VfB Hamm statt. In den 1920er Jahren baute der Verein das Gelände zu einem der modernsten Stadien in Westdeutschland aus. Bei einem Fassungsvermögen von rund 50.000 Zuschauern fanden hier jährliche Leichtathletikfestivals statt, bei denen unter anderem Jesse Owens und Paavo Nurmi nach Bochum kamen. Am 2. Juli 1922 fand in Bochum erstmals ein Fußball-Länderspiel statt: Deutschland und Ungarn trennten sich 0:0-Unentschieden.
Nach dem Zweiten Weltkrieg ging das „Stadion an der Castroper Straße“, wie es nun offiziell hieß, in städtischen Besitz über. Der VfL trug hier weiter seine Heimspiele aus, bis Mitte der 1970er Jahre durch Mittel des Landes Nordrhein-Westfalen ein Neubau finanziert werden konnte. Während der Bauarbeiten an der Castroper Straße zog der VfL für sechs Bundesliga-Heimspiele ins benachbarte Herne um. Im Stadion am Schloss Strünkede von Westfalia Herne siegte Bochum fünfmal und rettete sich damit im Abstiegskampf.

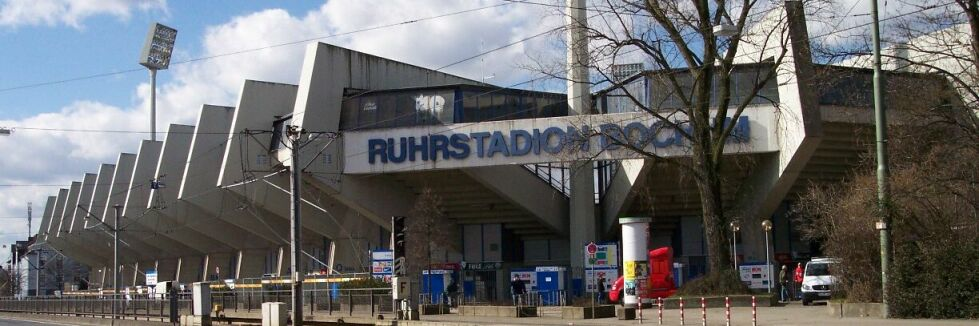
Ruhrstadion Bochum (2004)

Der VfL Bochum spielt seit der offiziellen Einweihung am 30. Juli 1979 im Ruhrstadion (durch Sponsoring 2006–2016 RewirpowerStadion und seit 2016 Vonovia Ruhrstadion). Ursprünglich geplant und gebaut für 42.000 Zuschauer, verfügt das Stadion heute aufgrund der Umwandlung von Steh- in Sitzplätze und des Einbaus großer Videoleinwände aktuell über ein Fassungsvermögen von 26.000 überdachten Zuschauerplätzen (davon 14.400 Sitzplätze und 11.600 Stehplätze).
Obwohl das mittlerweile fast 40 Jahre alte Stadion eines der ältesten im deutschen Profifußball ist, erfreut es sich bei den Zuschauern aufgrund seiner Kompaktheit und geringer Distanz zwischen Spielfeld und Rängen großer Beliebtheit. Bei einer Umfrage des Fanmagazins Stadionwelt wurde das Ruhrstadion im Jahr 2004 als beliebtestes Ziel für Auswärtsfahrten in der Bundesliga gewählt. In den 1980er und 1990er Jahren war das Ruhrstadion Schauplatz einiger Länderspiele der A-Nationalmannschaft, und zwar gegen Finnland (7:1 am 23. September 1981 im Rahmen der Qualifikation zur WM 1982), Jugoslawien (1:1 am 11. Mai 1986) und Ghana (6:1 am 14. April 1993).
Direkt neben dem Stadion befindet sich seit Mitte 2003 das VfL-Stadioncenter. In ihm sind neben einem Fanshop und einer Fangastronomie auch die Geschäftsstelle und VIP-Räume des Klubs untergebracht. Über eine Brücke sind die VIP-Räume und die Haupttribüne des Ruhrstadions direkt miteinander verbunden. Nach dem Verkauf der Namensrechte an seinem Stadioncenter entschloss sich der VfL Bochum im Sommer 2006 auch für den Verkauf der Namensrechte am Ruhrstadion. Beide Rechte hatte für zehn Jahre die Stadtwerke Bochum erworben, weshalb der VfL Bochum ab der Saison 2006/07 bis Mitte 2016 offiziell im „rewirpowerSTADION“ spielte. Nachdem das Wohnungsunternehmen Vonovia SE die Namensrechte erwarb und ihm seinen traditionellen Namen wieder zurückgab, heißt es nun „Vonovia Ruhrstadion“. In direkter Nachbarschaft zum Stadion liegt die Starlighthalle, in dem das Musical Starlight Express gezeigt wird, und die RuhrCongress-Halle. Der Komplex ist mit den Straßenbahnlinien 308, 316 und 318 sowie der Buslinie 395 der BOGESTRA zu erreichen oder per Kfz über die Autobahnausfahrt (A 40) „Bochum-Stadion“.

### Fans
Der älteste eingetragene Fanclub des VfL Bochum, die Bochumer Jungen, wurde am 15. Mai 1972 gegründet. Mitglieder der Ultrà-Bewegung gründeten 1999 die übergreifende Gruppierung Ultras Bochum 1999 (UB'99). Es existierte bis 2017 eine weitere Ultragruppe im Stadion, die Melting Pott Ultras VfL, welche allerdings aufgrund der erfolgten Ausgliederung der Lizenzspielerabteilung ihre visuelle Präsenz im Stadion einstellte. An selber Stelle, im Block P der Ostkurve, siedelte sich zur Saison 2023/24 die neue und inoffizielle Nachfolgegruppe Ruhrstadtkollektiv (RSK) an. Die Fans des VfL stehen bei Heimspielen in der Ostkurve des Ruhrstadions oder sitzen im angrenzenden Block A. Gästefans stehen gegenüber in der Westkurve.
Im Allgemeinen besteht eine Fanfreundschaft zu den Fans des FC Bayern München („Schickeria“ und „Red Fanatic München“). Auf Ultraebene besteht eine Freundschaft zu Fans des italienischen Verein FC Bologna („Ultras Bologna – Ultrà Rossoblù“, „Freak Boys“). Außerdem besteht seit 2008 eine Fanfreundschaft mit dem englischen Championship-Club Leicester City. Seit einiger Zeit bestehen sowohl auf Ultra-/Hooligan-, als auch auf normaler Fanclub-Ebene freundschaftliche Kontakte zur Fanszene des Zweitligisten Preußen Münster und dem Regionalligisten BFC Dynamo die seit Anfang der 90er Jahre bis heute noch gepflegt halten. Rivalitäten herrschen gegenüber den Ruhrgebiets-Rivalen von Borussia Dortmund, dem FC Schalke 04, dem MSV Duisburg sowie zu Arminia Bielefeld. In den 1990er Jahren herrschte eine besondere Rivalität gegenüber dem Stadtrivalen SG Wattenscheid 09, was mit der lokalen Geschichte – der Eingliederung Wattenscheids in die Stadt Bochum – zu erklären ist, siehe auch Liste der Fußballspiele zwischen dem VfL Bochum und der SG Wattenscheid 09.

### Maskottchen
Seit 2007 besitzt der VfL ein eigenes Maskottchen. In Anspielung an sein speziell noch zu Erstliga-Zeiten erworbenes Image als „Graue Maus der Liga“ wählte der VfL dafür nicht ohne Humor und einen Schuss Selbstironie eine Maus, aber selbstverständlich keine graue, sondern, in Anlehnung an die Vereinsfarben und die Farben der Stadt Bochum, eine blaue Maus. Sie heißt Bobbi Bolzer, wobei ihr Nachname der im Ruhrgebiet gebräuchliche Ausdruck für einen „wilden“ zumeist kindlichen oder jugendlichen Fußballspieler ist, der auf einem Bolzplatz spielt. Wie die ersten beiden Buchstaben des Vornamens spiegeln auch die ersten beiden Buchstaben des Nachnamens von Bobbi Bolzer die Anfangsbuchstaben von Bochum und zugleich das Kfz-Kennzeichen BO wieder. Das Maskottchen ist Teil der Fankultur des Vereins und speziell für Kinder und Jugendliche im BobbiKlub, dem speziellen Klub für die „jungen Bolzer“ des VfL, ein beliebter Sportskamerad.

### Bemerkenswertes
Das Heimspiel gegen den FC Bayern München am 18. September 1976 verlor der VfL Bochum nach 4:0-Führung noch mit 5:6. In Reihen der Münchner standen mit Sepp Maier, Georg Schwarzenbeck, Franz Beckenbauer, Uli Hoeneß und Gerd Müller fünf Spieler, die 1974 Weltmeister geworden waren. Nicht nur deshalb war schon die 3:0-Führung zur Halbzeit eine Überraschung. Vor weniger als 20.000 Zuschauern erzielte Hoeneß schließlich in der 89. Minute den 6:5-Siegtreffer für die Bayern. Wegen der Dramatik und der Menge der erzielten Tore wurde das Spiel in Bochumer Kreisen oft als Jahrhundertspiel bezeichnet.

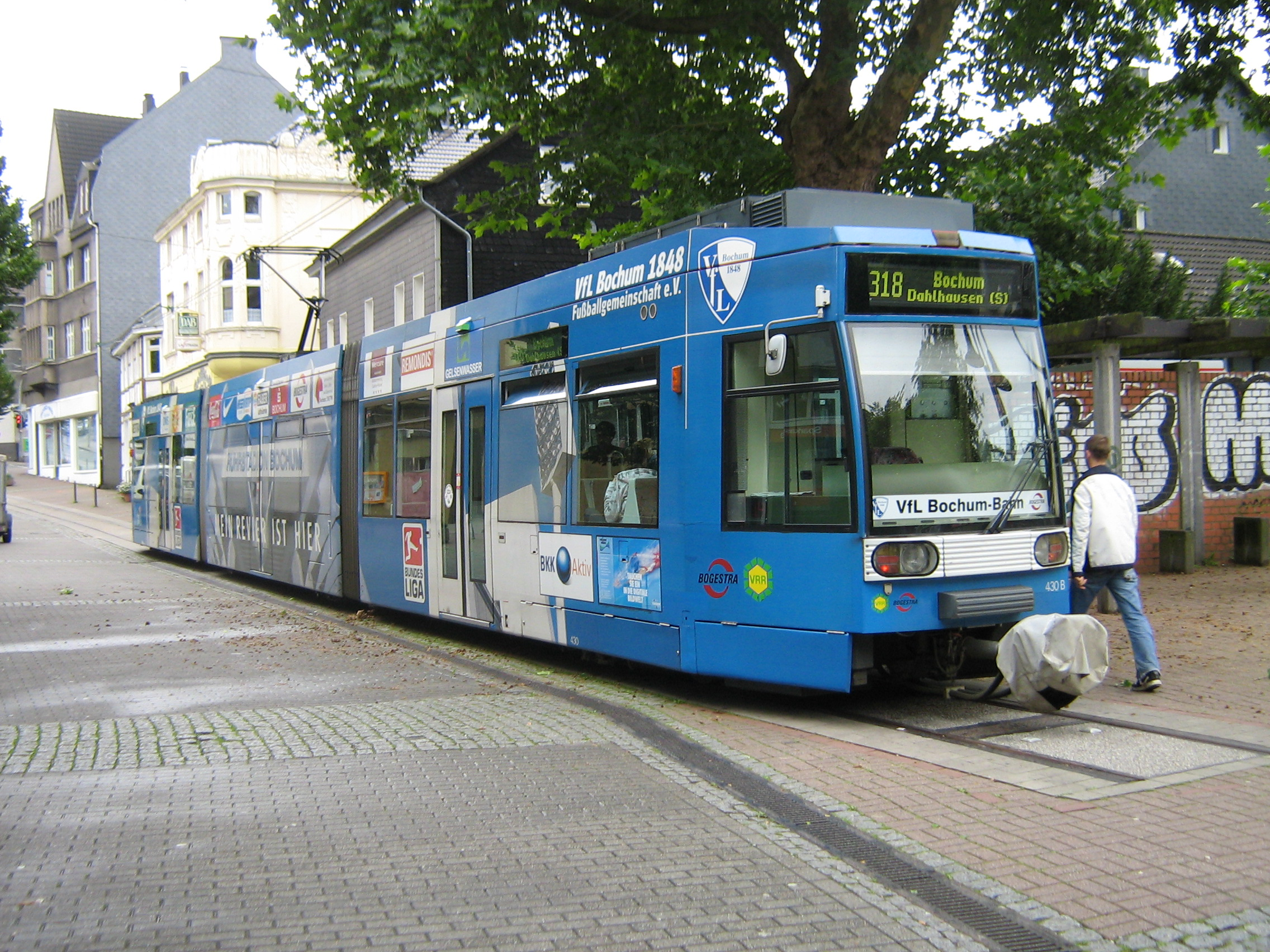
Bochumer Straßenbahn (2007)

In der Saison 1995/96 ließen sich die Spieler Peter Peschel, Thomas Ernst, Thomas Reis und Peter Közle eine Glatze schneiden. Eine weitere Rasur erfolgte nach dem Erreichen des UEFA-Pokals am Ende der Saison 2003/04. Trainer Peter Neururer wurde der Schnauzbart nach dem entscheidenden Spiel gegen Hannover 96 noch im Ruhrstadion abrasiert.
Theofanis Gekas war der dritte Torschützenkönig der Bundesliga im Trikot des VfL Bochum. Alle drei Torschützenkönige verließen nach dem Gewinn dieses Titels den VfL.
Im Februar 2013 wurde durch die Bogestra eine neue Generation der VfL-Straßenbahn präsentiert, die komplett in den Vereinsfarben gehalten ist und mit entsprechenden Logos als Imageträger unterwegs ist.
Die längste Vereinszugehörigkeit hatte Helmut Niedringhaus (1922–2015), der 82 Jahre lang Mitglied des VfL war.
In der 7. Folge der 1. Staffel der ukrainischen Fernsehserie Diener des Volkes, in der Wolodymyr Selenskyj die Hauptrolle spielt, trägt der von Stanislaw Boklan gespielte Premierminister Jurij Iwanowytsch Tschujko in einer Interviewszene auf einem Tennisplatz ein Polohemd mit dem Vereinswappen des VfL Bochum auf der linken Brustseite.

### Aktuelle Profimannschaft

#### Kader 2025/26
- Stand Kader: 12. August 2025[68]
- Stand Leistungsdaten: Saisonende 2024/25

| Nr.        | Nat.        | Spieler               | Geboren            | Im Verein seit | Letzter Verein          | Sp./Tore BL | Sp./Tore 2. BL |
| Tor        | Tor         | Tor                   | Tor                | Tor            | Tor                     | Tor         | Tor            |
| ---------- | ----------- | --------------------- | ------------------ | -------------- | ----------------------- | ----------- | -------------- |
| 01         | Deutschland | Timo Horn M           | 12. Mai 1993       | 2024           | FC Red Bull Salzburg    | 214/0       | 98/0           |
| 22         | Deutschland | Niclas Thiede         | 14. April 1999     | 2023           | SC Verl                 | 1/0         | 17/0           |
| 38         | Deutschland | Hugo Rölleke          | 6. Mai 2005        | 2014           | DJK Arminia Bochum J    | 0/0         | 0/0            |
| Abwehr     |             |                       |                    |                |                         |             |                |
| 03         | Deutschland | Philipp Strompf       | 23. April 1998     | 2025           | SSV Ulm 1846            | 0/0         | 33/2           |
| 04         | Serbien     | Erhan Mašović         | 22. November 1998  | 2020           | Club Brügge             | 94/5        | 8/0            |
| 05         | Deutschland | Colin Kleine-Bekel    | 24. Januar 2003    | 2025           | Holstein Kiel           | 0/0         | 25/0           |
| 07         | Deutschland | Kevin Vogt M          | 23. September 1991 | 2025           | 1. FC Union Berlin      | 353/4       | 37/2           |
| 15         | Deutschland | Felix Passlack        | 29. Mai 1998       | 2023           | Borussia Dortmund       | 80/5        | 0/0            |
| 20         | Schweiz     | Noah Loosli           | 23. Januar 1997    | 2023           | Grasshopper Club Zürich | 10/0        | 13/1           |
| 26         | Deutschland | Romario Rösch         | 1. Juli 1999       | 2025           | SSV Ulm 1846            | 1/0         | 28/1           |
| 32         | Deutschland | Maximilian Wittek M   | 21. August 1995    | 2023           | Vitesse Arnheim         | 54/3        | 156/6          |
| 35         | Deutschland | Kacper Koscierski U19 | 23. Juni 2007      | 2017           | SV Höntrop J            | 1/0         | 0/0            |
| 39         | Deutschland | Leandro Morgalla      | 13. September 2004 | 2025           | FC Red Bull Salzburg    | 0/0         | 0/0            |
| Mittelfeld |             |                       |                    |                |                         |             |                |
| 06         | Mali        | Ibrahima Sissoko      | 27. Oktober 1997   | 2024           | Racing Straßburg        | 32/2        | 0/0            |
| 08         | Deutschland | Kjell Wätjen          | 16. Februar 2006   | 2025           | Borussia Dortmund       | 4/0         | 0/0            |
| 11         | Deutschland | Moritz-Broni Kwarteng | 28. April 1998     | 2023           | 1. FC Magdeburg         | 18/0        | 40/10          |
| 19         | Slowakei    | Matúš Bero M          | 6. September 1995  | 2023           | Vitesse Arnheim         | 54/6        | 0/0            |
| 21         | Deutschland | Francis Onyeka U19    | 29. April 2007     | 2025           | Bayer 04 Leverkusen     | 0/0         | 0/0            |
| 23         | Japan       | Kōji Miyoshi          | 26. März 1997      | 2024           | Birmingham City         | 15/1        | 0/0            |
| 24         | Deutschland | Mats Pannewig M       | 28. Oktober 2004   | 2021           | FC Schalke 04 J         | 14/0        | 0/0            |
| 34         | Deutschland | Cajetan Lenz          | 16. Juni 2006      | 2014           | SV Höntrop J            | 0/0         | 0/0            |
| Sturm      |             |                       |                    |                |                         |             |                |
| 09         | Mali        | Ibrahim Sissoko       | 27. November 1995  | 2025           | AS St.-Étienne          | 0/0         | 0/0            |
| 14         | Frankreich  | Mathis Clairicia      | 30. August 2002    | 2025           | LB Châteauroux          | 0/0         | 0/0            |
| 17         | Philippinen | Gerrit Holtmann       | 25. März 1995      | 2020           | 1. FSV Mainz 05         | 103/9       | 61/8           |
| 18         | Deutschland | Samuel Bamba          | 13. Februar 2004   | 2024           | Borussia Dortmund       | 7/0         | 0/0            |
| 33         | Deutschland | Philipp Hofmann M     | 30. März 1993      | 2022           | Karlsruher SC           | 95/15       | 208/71         |
| 36         | Kosovo      | Lirim Jashari         | 21. April 2006     | 2024           | Alemannia Aachen J      | 0/0         | 0/0            |

#### Transfers der Saison 2025/26
Stand: 12. August 2025
| Zugänge | Abgänge |
| Sommerpause 2025 | Sommerpause 2025 |
| --- | --- |
| - Mathis Clairicia ( LB Châteauroux) - Colin Kleine-Bekel (Holstein Kiel) - Moritz Kwarteng (Fortuna Düsseldorf; Leihende) - Noah Loosli (SpVgg Greuther Fürth; Leihende) - Leandro Morgalla ( FC Red Bull Salzburg; Leihe) - Francis Onyeka (Bayer 04 Leverkusen; Leihe) - Romario Rösch (SSV Ulm 1846) - Ibrahim Sissoko ( AS Saint-Étienne) - Philipp Strompf (SSV Ulm 1846) - Niclas Thiede (SSV Ulm 1846; Leihende) - Kevin Vogt (1. FC Union Berlin) - Kjell Wätjen (Borussia Dortmund; Leihe) | - Bernardo (TSG 1899 Hoffenheim) - Myron Boadu ( AS Monaco; Leihende) - Patrick Drewes (Borussia Dortmund) - Agon Elezi ( FK Sarajevo) * - Cristian Gamboa (Karriereende) - Paul Grave (1. FC Bocholt) - Tom Krauß (1. FSV Mainz 05; Leihende) - Anthony Losilla (Karriereende) - Georgios Masouras ( Olympiakos Piräus; Leihende) - Jakov Medić ( Ajax Amsterdam; Leihende) - Tim Oermann (Bayer 04 Leverkusen) - Iwan Ordez (Vertragsauflösung; Ziel unbekannt) - Mohammed Tolba (Vertragsende; Ziel unbekannt) - Dani de Wit ( FC Utrecht) |
| nach Saisonbeginn | |
| | - Moritz Broschinski ( FC Basel) |

#### Trainerstab
| Funktion        | Name                  | Geburtstag (Alter) | Funktion seit |
| --------------- | --------------------- | ------------------ | ------------- |
| Cheftrainer     | Dieter Hecking        | 12. Sep. 1964 (60) | 2024          |
| Co-Trainer      | Marc-André Kruska     | 29. Juni 1987 (38) | 2024          |
| Co-Trainer      | Anthony Losilla       | 10. März 1986 (39) | 2025          |
| Co-Trainer      | Murat Ural            | 5. Juli 1987 (38)  | 2024          |
| Torwarttrainer  | Sebastian Baumgartner | 21. Nov. 1986 (38) | 2024          |
| Athletiktrainer | Björn Kadlubowski     | 14. März 1992 (33) | 2023          |

### Zweite Mannschaft
Die zweite Fußballmannschaft des VfL Bochum belegte in der Saison 1999/2000 den 15. Platz in der Regionalliga West. Dies reichte nicht, um sich für einen Platz in den ab 2000 nur noch zwei Regionalligen zu qualifizieren. Von der Saison 2000/01 an spielte die zweite Mannschaft in der Oberliga Westfalen, seit 2008/09 in der Regionalliga West, welche nach der Drittligareform jedoch als gleichwertig angesehen werden konnte. Zwar ging das Finale des Westfalenpokals am 26. Juli 2005 mit 5:4 (n. E.) gegen die Sportfreunde Siegen verloren, doch durch den Aufstieg der Siegener reichte diese Finalteilnahme, um einen Startplatz im DFB-Pokal zu bekommen. Am 19. August 2005 ging das Pokalspiel gegen den Zweitligisten FC Erzgebirge Aue mit 2:3 verloren. Zum Saisonende der Fußball-Regionalliga West 2014/15 wurde der Spielbetrieb bei der zweiten Mannschaft eingestellt. Der VfL Bochum II beendete die Spielzeit auf Platz 16. Spielstätte war seit 2008 das Lohrheidestadion im Stadtteil Wattenscheid.
Zur Saison 2021/22 meldete der Verein erstmals wieder eine zweite Mannschaft. Diese stellte allerdings zunächst eine reine Betriebsmannschaft dar und startete in der Kreisliga C. Zur Saison 2023/24 wurde die Betriebsmannschaft, ebenso wie das neugebildete „Perspektivteam“, für die Kreisliga D Freundschaftsrunde gemeldet. Das „Perspektivteam“ bestand aus den Akteuren des vereinseigenen „Talentwerks“ sowie aus Jungprofis des Lizenzspielerkaders. Diese Vorstufe zur U23 wurde durch zusätzliche Trainingseinheiten gefördert, zudem sollte sie Testspiele gegen Mannschaften aus dem Herrenbereich absolvieren.
Fristgerecht zur Saison 2024/25 meldete der VfL eine neue U23, die am regulären Spielbetrieb teilnimmt. Das neue Team erhielt gemäß einer Entscheidung des FLVW die Zulassung und wurde in die Oberliga Westfalen eingegliedert.

#### Kader Saison 2025/26
(Stand: 11. Juli 2025)
| 01 | Finn Kotyrba     | Deutschland |
| 18 | Benjamin Bußmann | Deutschland |
| 29 | Jeremias Heufken | Deutschland |

| 02 | Luca Bernsdorf     | Deutschland                         |
| 03 | Stevan Tasic       | Deutschland Serbien                 |
| 04 | Daniel Hülsenbusch | Deutschland                         |
| 05 | Niko Bozickovic    | Bosnien und Herzegowina Deutschland |
| 14 | Keleb Nwubani      | Irland Nigeria                      |
| 15 | Nicolas Abdat      | Deutschland Algerien                |
| 20 | Jaden Korzynietz   | Deutschland                         |
| 44 | Jamil Najjar       | Deutschland                         |

| 06 | Lars Holtkamp            | Deutschland                              |
| 11 | Benjamin Dreca           | Deutschland Bosnien und Herzegowina      |
| 12 | Niklas Jahn              | Deutschland                              |
| 13 | Ciwan Günes              | Deutschland Turkei                       |
| 16 | Lennart Koerdt           | Deutschland                              |
| 19 | Henri Matter             | Deutschland                              |
| 21 | Jan Nzeba-Bost           | Deutschland Kongo Demokratische Republik |
| 23 | Jean-Philippe Njike-Nana | Deutschland Kamerun                      |
| 26 | Keanu Kerbsties          | Deutschland                              |
| 27 | Vahidin Turudija         | Deutschland Bosnien und Herzegowina      |

| 07 | Tolga Özdemir      | Turkei Deutschland     |
| 09 | Semin Kojic        | Deutschland Montenegro |
| 10 | Divine Boafo       | Deutschland Ghana      |
| 17 | Ben Heuser         | Schweiz Deutschland    |
| 24 | Jonathan Akaegbobi | Deutschland Nigeria    |
| 28 | Luis Hartwig       | Deutschland            |

### Nachwuchsabteilung „Talentwerk“
Leiter der Nachwuchsabteilung namens Talentwerk war von März 2011 bis April 2022 Alexander Richter, welcher bereits seit 2008 für die Nachwuchsabteilung des VfL Bochum tätig war, zunächst als Cheftrainer und Ausbildungsleiter.
Zur Saison 2022/23 stellte der VfL Bochum 1848 die Leitung des Talentwerkes neu auf, so dass diese nun aus drei Personen besteht. Heiko Butscher übernahm dabei die Gesamtleitung Sport und fungierte weiter als Trainer der U19-Junioren. Komplettiert wurde die Führungsspitze durch Dominik Horsch als Leiter Strategie und Entwicklung sowie Timo Saviano als Leiter Administration.
Der VfL Bochum nahm mit einer U21-Mannschaft an der internationalen E.T.T.-Nachwuchsrunde teil. Die A-Jugendmannschaft gewann 1969 die erste deutsche Jugendmeisterschaft und erreichte 2004 und 2005 jeweils das Endspiel um selbige. Die B-Jugendmannschaft wurde 1985 deutscher Jugendmeister.

### Frauenfußball
Der VfL Bochum übernahm zum 1. Juli 2010 die Spielrechte der SG Wattenscheid 09 sowie die Frauen- und Mädchenfußballabteilung des TuS 1908/1911 Bochum-Harpen. Mit dem TuS Harpen bestand bereits seit 2008 eine Kooperation. Der ehemalige Zweitligist Wattenscheid sah sich nicht mehr in der Lage, die Abteilung aufrechtzuerhalten und trat zur Übernahme an den VfL heran.
Die Mannschaft des VfL spielte mit der ersten Mannschaft in der Saison 2012/13 in der Frauen-Regionalliga West und konnte sich am Saisonende den Aufstieg in die 2. Bundesliga Süd sichern.
Nach der Saison 2014/15 wurde die erste Mannschaft aus finanziellen Gründen in die Regionalliga West zurückgezogen.
Nach mehreren Top 3-Platzierungen gab man 2023 als zukünftiges Ziel den Aufstieg in die Bundesliga an. 2024 konnte Bochum ohne Saisonniederlage in die 2. Bundesliga aufsteigen.

### Kooperationsnetzwerk
Das „Talentwerk“ arbeitet mit verschiedenen Partnervereinen zusammen. Diese bieten dem VfL Bochum die Möglichkeit, sich in den Regionen zu präsentieren und gerade in den jüngeren Jahrgängen talentierte Spieler zu sichten. Die Partnervereine erhalten Einblicke in die Abläufe des Talentwerks und die Möglichkeit, ihre Strukturen zu verfestigen und Trainer zusätzlich zu qualifizieren. Die Kooperations- und Partnervereine des VfL Bochum sind der TSC Eintracht Dortmund, der SV Lippstadt 08, die Sportfreunde Siegen, die SpVgg Vreden, der Wuppertaler SV und die DJK TuS Hordel.
Im November 2023 reiste erstmals eine Delegation des VfL Bochum nach Japan, um im Zuge seiner Internationalisierungsstrategie neue und bestehende Partnerunternehmen zu besuchen und Wirtschaftskooperationen abzuschließen. In einem nächsten Schritt haben die Blau-Weißen im März 2024 eine Kooperation mit dem japanischen J1-League-Klub Júbilo Iwata vereinbart.
Im Mai 2024 schloss der VfL Bochum eine strategische Klub-Partnerschaft mit dem kanadischen Erstligisten Pacific FC. Es ist das erste Mal, dass zwei Vereine aus der Bundesliga und der Canadian Premier League zusammenarbeiten und dafür eine Partnerschaftsvereinbarung unterzeichneten.

## Weitere Sportarten

### Tanzsportabteilung
Die VfL Bochum 1848 e. V. Tanzsportabteilung (ehemals Ruhr-Casino Bochum e. V.) ist der ursprünglich älteste Tanzsportverein in Bochum. Der 1934 gegründete Verein ist eine selbständige Abteilung des VfL Bochum 1848 e. V. und ist seit seinem Wiederaufleben im Jahr 2004 erfolgreich im regionalen und bundesweiten Tanzsport vertreten. Zu den größten Erfolgen des Vereins zählt eine bisher vierjährige Präsenz in der 1. Bundesliga der Lateinformationen seit der Saison 2012/13.
Der Verein verfügt über ein breites Angebot im Turniertanzsport, vor allem in den Bereichen lateinamerikanische Tänze als Paar- sowie Formationstanzen, sowie über Angebote im Breitensportbereich. Auch im Kinder- und Jugendbereich ist der Verein tätig und bietet ein Angebot innerhalb der Sparten Hip-Hop, Disco Dance und tänzerischer Früherziehung.
Der Verein ist lokal ansässig an der Berggate 69 in Bochum-Hamme.

### Leichtathletik
Lange Zeit nahmen die Leichtathleten, noch vor der Fußballabteilung, eine Vorreiterrolle im Vereinsleben ein. In den 1920er Jahren gehörte der TuS Bochum, einer der Vorläufervereine des VfL, zu den erfolgreichsten Leichtathletikvereinen im Westen Deutschlands. Bereits 1904 hatte der spätere 2. Vorsitzende des TuS, Paul Weinstein, an den Olympischen Spielen teilgenommen und die Bronzemedaille im Hochsprung gewonnen.
Seit ca. 1920 trug der Verein im Stadion an der Castroper Straße so genannte „Internationale Kampfspiele“ aus, zu denen Leichtathleten-Weltstars wie Jesse Owens oder Paavo Nurmi nach Bochum kamen. Der TuS selbst hatte mit Erich Borchmeyer und Arthur Jonath zwei der besten 100-m-Sprinter ihrer Zeit in seinen Reihen. Jonath lief am 5. Juni 1932 als erster Europäer die 100 m in 10,3 Sekunden und stellte damit einen Weltrekord auf. Beide zusammen holten zwischen 1931 und 1934 sieben deutsche Meistertitel nach Bochum.
Auch nach dem Zweiten Weltkrieg und der Gründung des VfL gehörten einige Leichtathleten des VfL noch lange Jahre zur nationalen Spitze: Josef Legge wurde Ende der 1940er Jahre dreimal Deutscher Meister im Marathonlauf, Horst Gieseler startete bei den Olympischen Spielen 1964 über die 400 m und Werner Trzmiel war als einer der besten deutschen 110-m-Hürdenläufer seiner Zeit bei den Spielen 1964 und 1968 aktiv. Bärbel Sprywald gehörte in der zweiten Hälfte der 1960er Jahre zu den besten deutschen Hochspringerinnen.
Durch die Eingemeindung Wattenscheids ins Stadtgebiet von Bochum verlor der VfL seine lokale Vorreiterrolle: die besten Athleten wanderten zum nationalen Olympiastützpunkt des TV Wattenscheid 01, aus dem bis heute zahlreiche erfolgreiche Leichtathleten hervorgegangen sind.
Die Leichtathletik-Abteilung des VfL entschloss sich deshalb Anfang der 1980er Jahre für einen formellen Zusammenschluss mit der Turnabteilung des VfL. Erst Anfang 2007 lösten die beiden Abteilungen ihre Partnerschaft, so dass die Leichtathleten des VfL fortan wieder als selbstständige Abteilung fungieren. Aktueller Vorsitzender ist Udo Höffken.
Die Leichtathletik-Abteilung des VfL trainiert auf dem Leichtathletikplatz des VfL Bochum, einem Nebenplatz des Ruhrstadions an der Castroper Straße.

### Basketball
Die Basketballgemeinschaft des VfL wurde 1957 als VfL Bochum BG gegründet und 1988 als eigenständiger Abteilungsverein eingetragen. Zu den größten Erfolgen der Basketballer gehören im Herrenbereich der Aufstieg in die 2. Bundesliga und der Gewinn des Westdeutschen Pokals 1996, der Aufstieg in die 2. Bundesliga Pro B 2013 sowie im Damenbereich die Zweitligazugehörigkeit von 1987 bis 1993 und 1995 bis 1997, die Teilnahme am Spielbetrieb der 1. Bundesliga zwischen 1993 und 1995 sowie der Gewinn des WBV-Pokals 2005.
2012 fusionierte die VfL BG mit der BG Südpark zum neuen VfL AstroStars Bochum, der zur Saison 2012/13 die Lizenz der alten Basketballabteilung übernahm.
Durch diese Fusion wurde der VfL Bochum zum größten deutschen Basketballverein.
In der ersten Saison als VfL AstroStars Bochum gelang der Aufstieg in die 2. Bundesliga Pro B als Meister der 1. Regionalliga-West. Zur Saison 2017/18 folgte eine Umbenennung in VfL SparkassenStars. In der Saison 20/21 konnte man in die 2. Bundesliga Pro A aufsteigen.

### Badminton
Den größten Erfolg als Team feierte der VfL Bochum im Badminton 1964 mit dem Gewinn der deutschen Vizemeisterschaft. Der Verein hatte mit Brigitte Pickartz-Steden-Potthoff und Friedhelm Wulff zwei auch international außerordentlich erfolgreiche Badmintonspieler in seinen Reihen.

#### Erfolge im Badminton
| Veranstaltung                     | Saison  | Disziplin    | Gold                                                                              |
| --------------------------------- | ------- | ------------ | --------------------------------------------------------------------------------- |
| Deutsche Einzelmeisterschaft      | 1962/63 | Herrendoppel | Peter Birtel/Friedhelm Wulff (VfL 48 Bochum)                                      |
| Deutsche Einzelmeisterschaft      | 1963/64 | Herrendoppel | Peter Birtel/Friedhelm Wulff (VfL 48 Bochum)                                      |
| Deutsche Einzelmeisterschaft      | 1965/66 | Mixed        | Friedhelm Wulff/Margarete Burkhardt (VfL 48 Bochum)                               |
| Deutsche Einzelmeisterschaft      | 1965/66 | Herrendoppel | Wolfgang Bochow/Friedhelm Wulff (1. DBC Bonn/VfL 48 Bochum)                       |
| Deutsche Einzelmeisterschaft      | 1966/67 | Herrendoppel | Wolfgang Bochow/Friedhelm Wulff (1. DBC Bonn/VfL 48 Bochum)                       |
| Deutsche Einzelmeisterschaft U22  | 1969/70 | Dameneinzel  | Brigitte Pickartz-Steden-Potthoff (VfL Bochum)                                    |
| Deutsche Einzelmeisterschaft U22  | 1969/70 | Damendoppel  | Brigitte Pickartz-Steden-Potthoff/Helga Schumacher (VfL Bochum/FC Langenfeld)     |
| Deutsche Einzelmeisterschaft U22  | 1969/70 | Mixed        | Karl Weiland/Brigitte Pickartz-Steden-Potthoff (1. BC Beuel/VfL Bochum)           |
| Deutsche Einzelmeisterschaft U22  | 1970/71 | Dameneinzel  | Brigitte Pickartz-Steden-Potthoff (VfL Bochum)                                    |
| Deutsche Einzelmeisterschaft U22  | 1970/71 | Damendoppel  | Brigitte Pickartz-Steden-Potthoff/Helga Schumacher (VfL Bochum/FC Langenfeld)     |
| Deutsche Einzelmeisterschaft      | 1971/72 | Dameneinzel  | Brigitte Pickartz-Steden-Potthoff (VfL Bochum)                                    |
| Deutsche Einzelmeisterschaft      | 1972/73 | Damendoppel  | Brigitte Pickartz-Steden-Potthoff/Marieluise Wackerow (VfL Bochum/1. BC Beuel)    |
| Deutsche Einzelmeisterschaft      | 1973/74 | Dameneinzel  | Brigitte Pickartz-Steden-Potthoff (VfL Bochum)                                    |
| Deutsche Einzelmeisterschaft      | 1973/74 | Damendoppel  | Brigitte Pickartz-Steden-Potthoff/Marieluise Wackerow (VfL Bochum/1. BC Beuel)    |
| Deutsche Einzelmeisterschaft      | 1974/75 | Damendoppel  | Brigitte Pickartz-Steden-Potthoff/Marieluise Wackerow (VfL Bochum/1. BC Beuel)    |
| Deutsche Einzelmeisterschaft      | 1974/75 | Mixed        | Roland Maywald/Brigitte Pickartz-Steden-Potthoff (1. BC Beuel/VfL Bochum)         |
| Veranstaltung                     | Saison  | Disziplin    | Silber                                                                            |
| Deutsche Mannschaftsmeisterschaft | 1963/64 | Mannschaft   | VfL 48 Bochum                                                                     |
| Deutsche Einzelmeisterschaft      | 1963/64 | Herreneinzel | Friedhelm Wulff (VfL 48 Bochum)                                                   |
| Deutsche Einzelmeisterschaft U18  | 1966/67 | Dameneinzel  | Brigitte Potthoff-Steden/Christa Schulte-Wiese (VfL Bochum/TV Velmede-Bestwig)    |
| Deutsche Einzelmeisterschaft      | 1967/68 | Herrendoppel | Wolfgang Bochow/Friedhelm Wulff (1. DBC Bonn/VfL 48 Bochum)                       |
| Deutsche Einzelmeisterschaft      | 1970/71 | Damendoppel  | Irmgard Latz/Brigitte Pickartz-Steden-Potthoff (SC Bayer 05 Uerdingen/VfL Bochum) |
| Deutsche Einzelmeisterschaft      | 1970/71 | Mixed        | Roland Maywald/Brigitte Pickartz-Steden-Potthoff (1. BC Beuel/VfL Bochum)         |
| Deutsche Einzelmeisterschaft      | 1970/71 | Dameneinzel  | Brigitte Pickartz-Steden-Potthoff (VfL Bochum)                                    |
| Deutsche Einzelmeisterschaft U22  | 1970/71 | Mixed        | Lutz Tupey/Brigitte Potthoff-Steden (1. BV Mülheim/VfL Bochum)                    |
| Deutsche Einzelmeisterschaft      | 1971/72 | Damendoppel  | Brigitte Pickartz-Steden-Potthoff/Gudrun Ziebold (VfL Bochum/Merscheider TV)      |
| Deutsche Einzelmeisterschaft      | 1971/72 | Mixed        | Roland Maywald/Brigitte Pickartz-Steden-Potthoff (1. BC Beuel/VfL Bochum)         |
| Deutsche Einzelmeisterschaft      | 1972/73 | Herrendoppel | Horst Lösche/Friedhelm Wulff (1. BV Mülheim/VfL Bochum)                           |
| Deutsche Einzelmeisterschaft U18  | 1978/79 | Dameneinzel  | Gabriele Splett (VfL Bochum)                                                      |
| Veranstaltung                     | Saison  | Disziplin    | Bronze                                                                            |
| Deutsche Einzelmeisterschaft U18  | 1960/61 | Herrendoppel | Friedhelm Wulff/Grothmann (VfL Bochum)                                            |

### E-Sport
Seit dem 15. September 2017 verfügt der VfL Bochum über eine E-Sport-Abteilung. Aktuell stehen mit Jan-Luca Bass, Alexander Steinmetz und Daniel Fink drei FIFA-Spieler unter Vertrag.

### Tennis
Die Damenmannschaft spielte in den Jahren 2005, 2007, 2008 und 2010 in der 1. Bundesliga und 2004, 2006, 2009 und 2011 in der 2. Bundesliga.

### Tischtennis
Die Herrenmannschaft der Tischtennisabteilung spielte in den 1950er Jahren meist in der Oberliga, der damals höchsten deutschen Spielklasse. Mehrmals wurde sie westdeutscher Meister. 1954 wurde sie deutscher Vizemeister, nachdem sie im Jahr davor bereits den dritten Rang erreicht hatte. Bekannte Spieler waren Bernie Vossebein und Karl-Heinz Harmansa. In den 1960er Jahren begann der Niedergang, heute (2022) spielt eine Herrenmannschaft in der Bezirksklasse.

## Filme
- Ben Redelings: Wer braucht schon ein Sektfrühstück bei Real Madrid. Ein Film über Fans des VfL Bochum. Baukau-Media 2004. EAN: 4260059650144.
- Ben Redelings: Die 11 des VfL. Ein Film über Spieler des VfL Bochum. SCUDETTO 2007, ISBN 978-3-89533-592-1.